# Jemgum

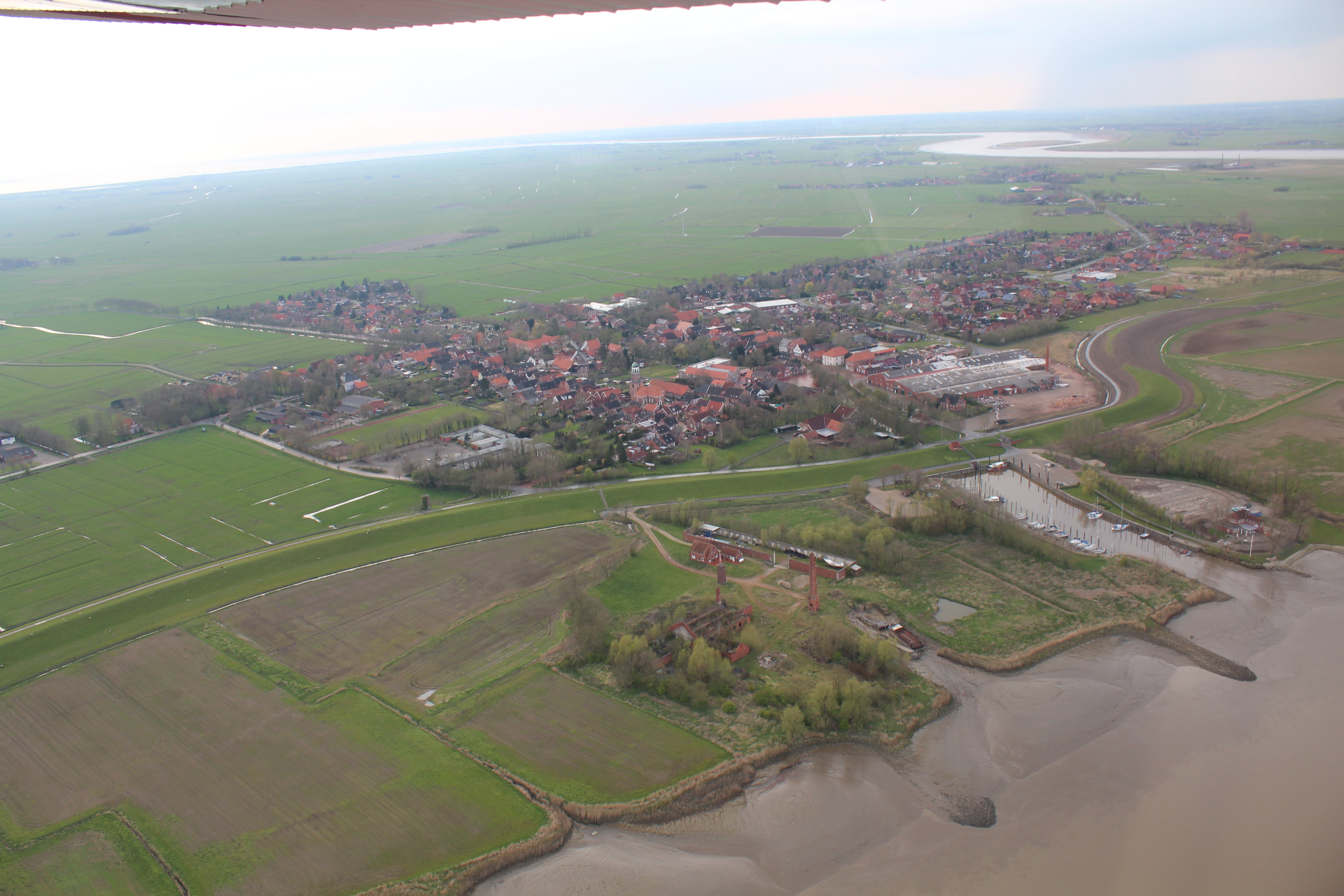
Luftansicht des Hauptorts Jemgum aus SO

Jemgum (Ortsneckname: „Jip Jap“ oder „Jipp Japp“) ist eine Gemeinde in Ostfriesland und gehört zum Landkreis Leer in Niedersachsen. Sie liegt im Rheiderland, einem der vier historischen Landstriche des Landkreises Leer. Mit 3506 Einwohnern ist Jemgum nach der Bevölkerungszahl die kleinste Einheitsgemeinde des Landkreises Leer und auch die kleinste Einheitsgemeinde auf dem ostfriesischen Festland.
In Jemgum befindet sich mit dem Fundplatz Bentumersiel eine der wenigen größeren Fundstellen römischer Militaria im norddeutschen Raum. Am Unterlauf der Ems in deren Flussmarschen gelegen, sind einzelne Orte der Gemeinde bereits für das Hochmittelalter als dauerhafte Siedlungen nachgewiesen. Im 16. Jahrhundert war der heutige Hauptort Jemgum Schauplatz zweier Schlachten: derjenigen von 1533 im Zuge der für Ostfriesland bedeutenden Geldrischen Fehde und derjenigen von 1568 im Rahmen des niederländischen Freiheitskampfes.
Wirtschaftlich ist das Gebiet der heutigen Gemeinde seit Jahrhunderten von der Landwirtschaft, aber auch von der Fischerei geprägt. Seit der frühen Neuzeit war das nördliche Rheiderland zudem eines der Zentren der ostfriesischen Ziegeleiproduktion, was besonders für das 19. und 20. Jahrhundert gilt. Seit dem ausgehenden 20. Jahrhundert wuchs die Bedeutung des Tourismus.
Zum herausragenden kulturellen Erbe der Gemeinde zählen elf Kirchen, wobei selbst die beiden kleinsten Ortschaften mit einer nur zweistelligen Einwohnerzahl über eigene Kirchen verfügen. Die Liudgeri-Kirche in Holtgaste aus dem 13. Jahrhundert gilt als die älteste Kirche des Rheiderlands.

## Geografie

### Lage und Ausdehnung

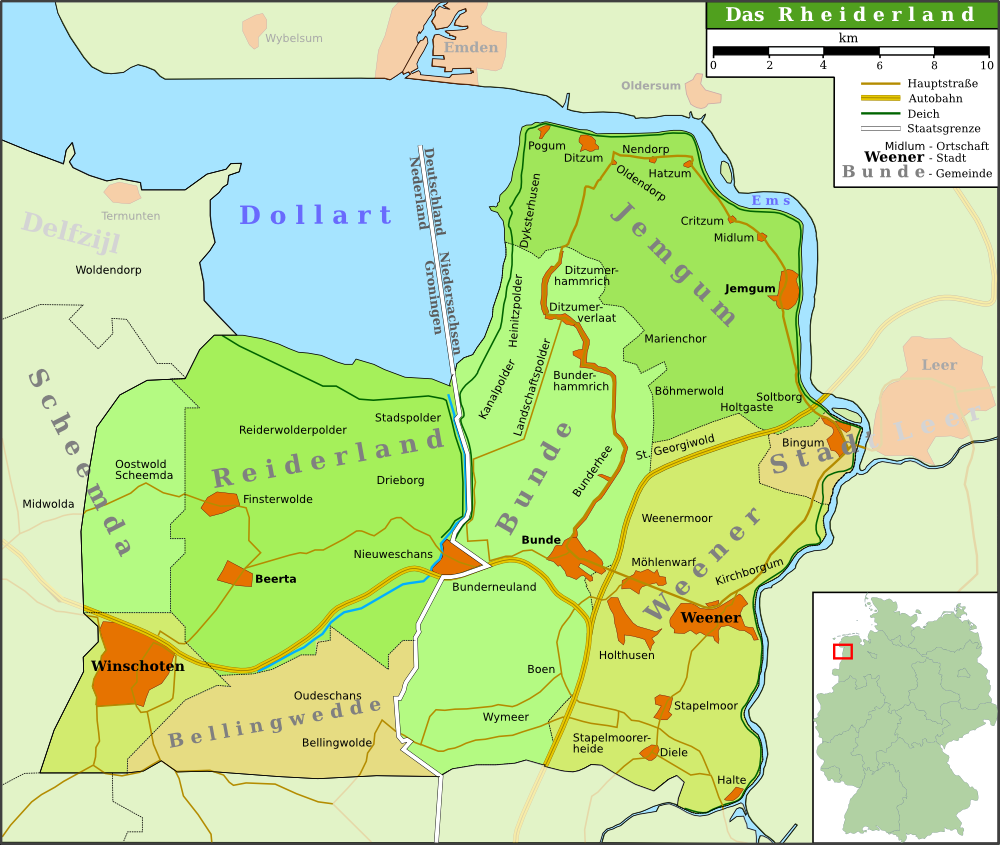
Jemgum im Rheiderland

Die Gemeinde Jemgum liegt in dem ostfriesischen Landstrich Rheiderland, der vom Dollart im Westen und von der Ems im Norden und Osten umgeben ist. Die Gemeinde Jemgum umfasst das nördliche Gebiet des Rheiderlands. Die nächstgelegenen Städte sind Weener, Leer und Emden. Während die Gemeinde an die Stadt Weener und an den einzigen linksemsischen Stadtteil Leers, Bingum, direkt angrenzt, liegt Emden jenseits der Ems. Der Hauptort Jemgum ist etwa 6,2 Kilometer vom südöstlich gelegenen Zentrum Leers entfernt und 16,3 Kilometer vom Emder Stadtzentrum im Nordwesten. Die am nächsten gelegenen Großstädte sind Oldenburg in Deutschland und Groningen in den Niederlanden. Das Regionale Raumordnungsprogramm des Landkreises Leer teilt dem Hauptort Jemgum die Funktion eines Grundzentrums für das Gemeindegebiet zu.
Das Rheiderland liegt innerhalb Ostfrieslands recht isoliert, weil es durch die Ems vom deutlich größeren, einwohnerstärkeren und wirtschaftlich potenteren Rest der Region abgegrenzt ist. In der Vergangenheit wurde diese Randlage innerhalb der Region durch Fährverbindungen zumindest abgemildert. Von ehemals drei Fährverbindungen von Jemgumer Dörfern aus ist lediglich die zwischen Ditzum und dem Emder Stadtteil Petkum übriggeblieben. Auf dem Straßenwege hingegen blieb besonders das nördliche Rheiderland, also die Gemeinde Jemgum, lange Zeit eher abgeschieden. Aus diesem Grund wurde der nordwestlichste Ort der heutigen Gemeinde, Pogum, im ohnehin schon innerhalb Deutschlands peripher gelegenen Ostfriesland als dat Endje van de Welt (das Ende der Welt, mit dem für das Ostfriesische Platt typischen Diminutiv -je) bezeichnet. Verstärkt wurde diese „doppelte“ Randlage innerhalb Ostfrieslands und Deutschlands noch durch die Grenzlage zu den Niederlanden, die erst durch die Grenzöffnungen im Zuge der europäischen Einigung an Bedeutung verloren hat. Der Bau der Bundesautobahn 31, auf dem Gebiet des Rheiderlands Ende der 1980er/Anfang der 1990er Jahre abgeschlossen, hat die Randlage im Verkehr etwas abgemildert.
Die Ausdehnung der Gemeinde Jemgum beträgt sowohl in Nord-Süd- als auch in Ost-West-Richtung ca. acht Kilometer. Auf dieser Fläche gibt es 18 Kilometer Küstenlinie und mehr als 80 Kilometer Wasserläufe.

### Geologie, Böden und Hydrologie
Der geologische Untergrund der Gemeinde wird von Sedimenten aus dem Holozän bestimmt. Jemgum ist aufgrund seiner Lage an Ems und Dollart eine der wenigen Gemeinden Ostfrieslands, die keinerlei Anteil an der Geest haben und daher oberflächennah auch keine pleistozänen Schichten aufweisen. Die vorherrschende Landschaftsform ist die Marsch. Das Gemeindegebiet ist von den Flussmarschen der Ems, einem kleinen Anteil Seemarsch am Dollart sowie einem Moorgebiet im südlich-zentralen Teil der Gemeindefläche geprägt.

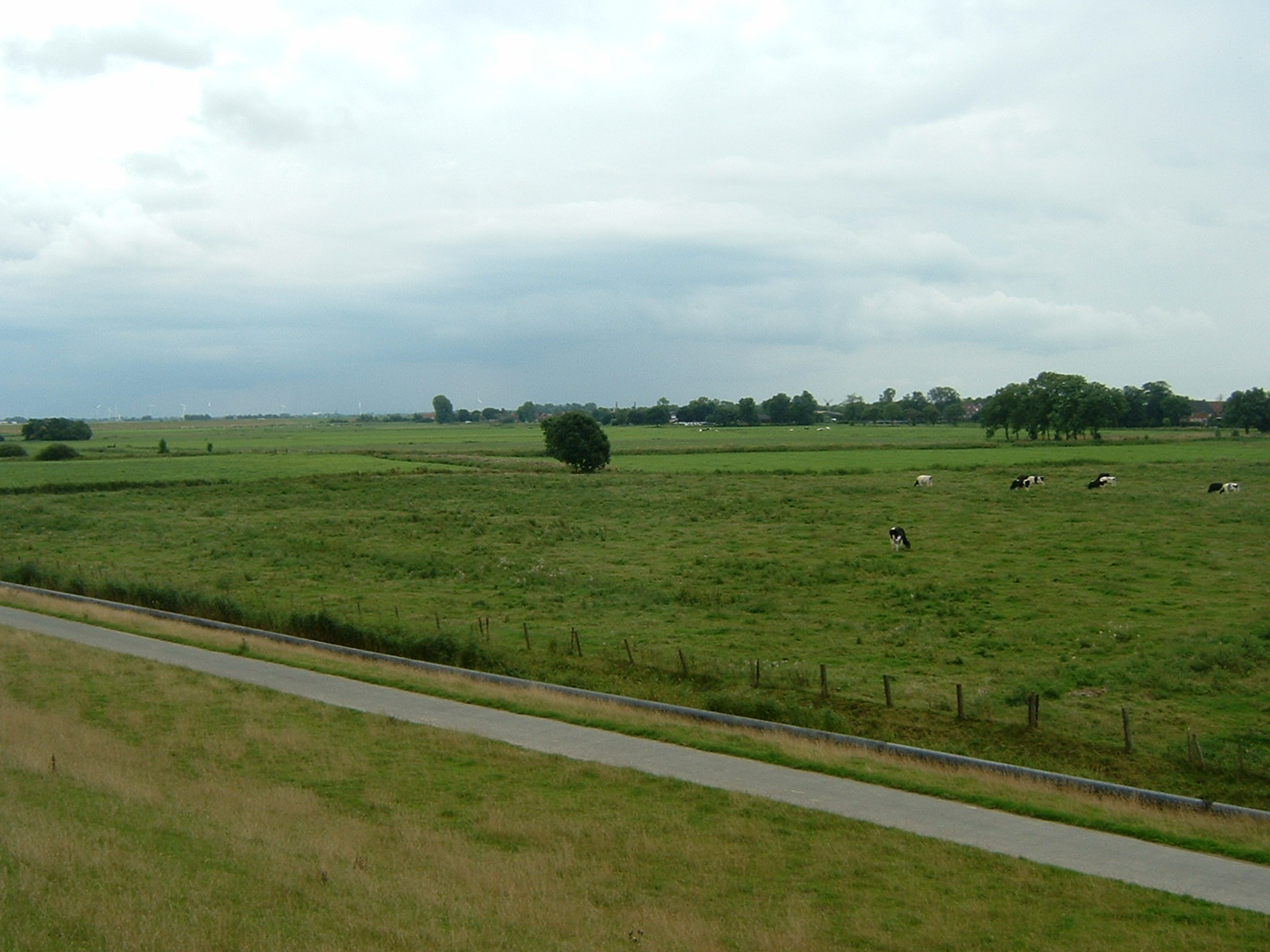
In Jemgum findet sich fast ausschließlich Grünland.

Außendeichs an der Ems befinden sich noch unentwickelte Flussmarschböden, denen unmittelbar binnendeichs Übergangs-Brackmarschböden folgen, weiter im Binnenland abgelöst von schweren Knickmarschböden und im südlichen Gemeindegebiet, zwischen Ditzumerhammrich und Holtgaste, von überschlickten Randmooren (Überflutungsmoore). Die beiden letztgenannten weisen eine hohe Dichte auf, weil bei Überflutungen vergangener Jahrhunderte die feinsten Schwebstoffe am weitesten landeinwärts drangen und sich ablagerten, die Körnigkeit des Bodens daher sehr fein ist. Dementsprechend sind die Knick- und Moormarschböden ackerbaulich auch schwerer zu bearbeiten als die Brackmarschböden. Der südliche Teil der Dollartküste der Gemeinde Jemgum gehört zum 1795 erstmals eingedeichten Heinitzpolder und zum 1877 eingedeichten Kanalpolder. Die beiden Polder bestehen aus Seemarschböden, Kalkmarsch- und Kleimarschböden aus Ton und Schluff von hoher Ertragsfähigkeit.
Durchzogen ist die Gemeinde von einem engmaschigen Netz aus Gräben und Sieltiefen, die zur Entwässerung dringend nötig sind. Die Schöpfwerke Pogum, Ditzum, Coldeborgersiel und Großsoltborg sorgen für die nötige Pumpleistung, um das Land zur Ems zu entwässern. Sie wurden in der zweiten Hälfte des 20. Jahrhunderts ausgebaut oder neu errichtet und lösten mehrere kleinere Siele und Schöpfwerke ab. Die zu den heutigen und früheren Sielen und Schöpfwerken führenden Tiefs verlaufen im südlichen Gemeindegebiet ungefähr in West-Ost-Richtung und münden im rechten Winkel in die Ems. Im nördlichen Gemeindegebiet verlaufen die Tiefs in Süd-Nord-Richtung und münden ebenfalls in die Ems, die bei der Gemeinde Jemgum ihre Fließrichtung von Nord nach West ändert. Das längste der Tiefs ist das etwa 20 Kilometer lange Wymeerer Sieltief, das den südlichsten und nördlichsten Punkt des Rheiderlands verbindet. Es wurde in den 1920er-Jahren angelegt, als die Entwässerung der tief liegenden Moorgebiete um Wymeer nach der Anlegung des Kanalpolders zunehmend schwieriger wurde.

### Nachbargemeinden
Im Süden grenzen die ebenfalls zum Rheiderland gehörenden Gemeinden Bunde und Weener sowie der Leeraner Ortsteil Bingum an, jenseits der Ems liegen im Osten die Gemeinde Moormerland und die Stadt Leer, im Norden die Ortsteile Petkum und Widdelswehr der Stadt Emden.

### Gemeindegliederung

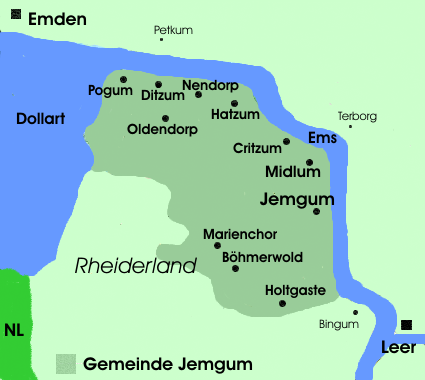
Die Gemeinde Jemgum und die zugehörigen elf Ortschaften

Die Gemeinde Jemgum besteht aus elf Dörfern mit umliegenden Höfen. Die Größe der Ortschaften unterscheidet sich teils deutlich. So leben im namensgebenden Hauptort Jemgum 1514 Einwohner, was knapp 42 Prozent der Bevölkerung der Gemeinde entspricht. Im Gegensatz dazu wohnen in den Dörfern Böhmerwold und Marienchor nur 56 und 44 Einwohner. Zweitgrößte Ortschaft ist Ditzum mit knapp 700 Einwohnern, die anderen Orte haben alle eine kleine dreistellige Einwohnerzahl.
Nachstehend sind die einzelnen Ortschaften, geordnet nach ihrer Einwohnerzahl (Stichdatum: 30. Juni 2015) sowie die zugehörigen Wohnplätze aufgeführt:
| Ortschaft  | Einwohner | Fläche (km²) | zugehörige Ortsteile                                                                   |
| ---------- | --------- | ------------ | -------------------------------------------------------------------------------------- |
| Jemgum     | 1531      | 11,89        | Eppingawehr, Jemgumgaste, Klimpe, Neu-Sappenborg (früher Timpe genannt), Sappenborg    |
| Ditzum     | 657       | 10,39        | Aaltukerei (teilweise), Ditzumerhammrich (teilweise), Großwarpen, Kleinwarpen          |
| Midlum     | 295       | 7,42         | Eppingawehr                                                                            |
| Holtgaste  | 235       | 8,46         | Soltborg, Groß-Soltborg, Bentumersiel, Jemgumkloster, Deddeborg, Geise                 |
| Pogum      | 205       | 4,75         | Dyksterhusen                                                                           |
| Hatzum     | 160       | 9,79         | Boomborg, Eilingwehr, Hatzumerfehn                                                     |
| Critzum    | 158       | 6,97         | Coldeborg, Coldeborger Burgplatz, Coldeborgersiel, Marienchorer Balkhaus               |
| Nendorp    | 126       | 4,22         | Wischenborg                                                                            |
| Oldendorp  | 87        | 5,29         | Arche, Entennest, Ledige Platz, Leegeplatz, Oldendorper Hammrich, Oosting, Wischenborg |
| Böhmerwold | 51        | 4,73         | Bovenhusen                                                                             |
| Marienchor | 38        | 4,57         | Marienchorer Bülthäuser                                                                |
| Gesamt     | 3540      | 78,48        | –                                                                                      |

Die etwa 3500 Einwohner verteilen sich auf rund 78,5 Quadratkilometer Fläche, was einer Einwohnerdichte von 45 pro Quadratkilometer entspricht, einer der fünf niedrigsten Werte für ostfriesische Kommunen. Ostfriesland ist mit rund 148 Einwohnern pro Quadratkilometer bereits dünner besiedelt als Niedersachsen (etwa 168) und die Bundesrepublik Deutschland (zirka 230).

### Flächennutzung
| Nutzung                            | Hektar |
| ---------------------------------- | ------ |
| Gebäude- und Freifläche            | 291    |
| davon Wohnfläche                   | 142    |
| davon Gewerbe- und Industriefläche | 22     |
| Betriebsfläche                     | 3      |
| Erholungsfläche                    | 23     |
| davon Grünanlage                   | 17     |
| Verkehrsfläche                     | 253    |
| davon Straße, Weg, Platz           | 252    |
| Landwirtschaftsfläche              | 6334   |
| Wasserfläche                       | 709    |
| Waldfläche                         | 12     |
| Flächen anderer Nutzung            | 224    |
| davon Friedhöfe                    | 2      |
| davon Unland                       | 34     |
| Gesamtfläche                       | 7848   |

Die Flächennutzungstabelle zeigt den überragenden Anteil an Landwirtschaftsflächen in der Gemeinde, der bei 80,7 Prozent liegt und damit einer der höchsten unter den ostfriesischen Städten und Gemeinden ist. Ostfriesland in seiner Gesamtheit weist einen Anteil an Landwirtschaftsflächen von rund 75 Prozent auf und liegt damit schon klar über dem Bundesdurchschnitt von 52 Prozent.
Im ohnehin schon waldarmen Ostfriesland (Waldanteil: 2,6 Prozent, Bundesdurchschnitt: etwa 29,5 Prozent) liegt die Gemeinde Jemgum mit einem Waldanteil von nur etwa 0,15 Prozent weit unter dem Durchschnitt: Die Kommune besteht fast ausschließlich aus Marschland, Bäume sind lediglich als Einfriedungen, Straßengrün und bei Gehöften zu finden und dienen vor allem als Windschutz.
Mit rund 9 Prozent Wasserflächenanteil liegt Jemgum hingegen klar über dem Bundesdurchschnitt von etwa zwei Prozent, was auf die Lage des Marschlandes an Ems und Dollart sowie die damit einhergehenden unzähligen Entwässerungsgräben und -kanäle zurückzuführen ist.

### Schutzgebiete
Der deutsche Teil des Dollarts südlich des Emsfahrwassers und westlich der Deichlinie der Gemeinde gehört zum Nationalpark Niedersächsisches Wattenmeer. Das Deichvorland gehört als Schutzzone II dazu, das Gewässer selbst zählt zur „roten Zone“, die am strengsten geschützt ist. Seit 2009 zählt das Wattenmeer zum UNESCO-Weltnaturerbe.
Als Naturschutzgebiete (NSG) ausgewiesen sind das Nendorper Deichvorland an der Ems bei der namensgebenden Ortschaft (11,5 ha, Unterschutzstellung 2004) sowie ein Teil der 593 ha großen Emsauen zwischen Ledamündung und Oldersum, die seit 2009 unter Naturschutz stehen. Als geschützter Landschaftsbestandteil mit einer Größe von weniger als einem Hektar kommt Baumbestand am Coldeborger Tief hinzu (seit 2008).
Den größten Anteil hat Jemgum zudem am 8.750 ha großen Landschaftsschutzgebiet „Rheiderland“, das etwa 85 Prozent des Gemeindegebietes umfasst und sich auch auf die Nachbarkommunen Bunde und Weener erstreckt. Es hat laut NLWKN „nationale bis internationale Bedeutung (…) für nordische Gänse, die hier überwintern und denen landwirtschaftliche Nutzflächen zur Nahrungssuche dienen. Die Grünlandbereiche haben nationale bis internationale Bedeutung als Zwischenrastplatz namentlich für Goldregenpfeifer, Großer Brachvogel, Regenbrachvogel und Kiebitz.“
Im Vogelschutzgebiet Hatzumerfehn ist die Zahl seltener Wiesenvögel zwischen 2002 und 2010 gestiegen. So erhöhte sich die Zahl der Kiebitzpaare von 22 auf 67, der Uferschnepfenpaare von 23 auf 37 und der Feldlerchenpaare von 35 auf 37. Anzutreffen sind zudem Rotschenkel, Austernfischer, Wiesenpieper und Bekassinen.

### Klima

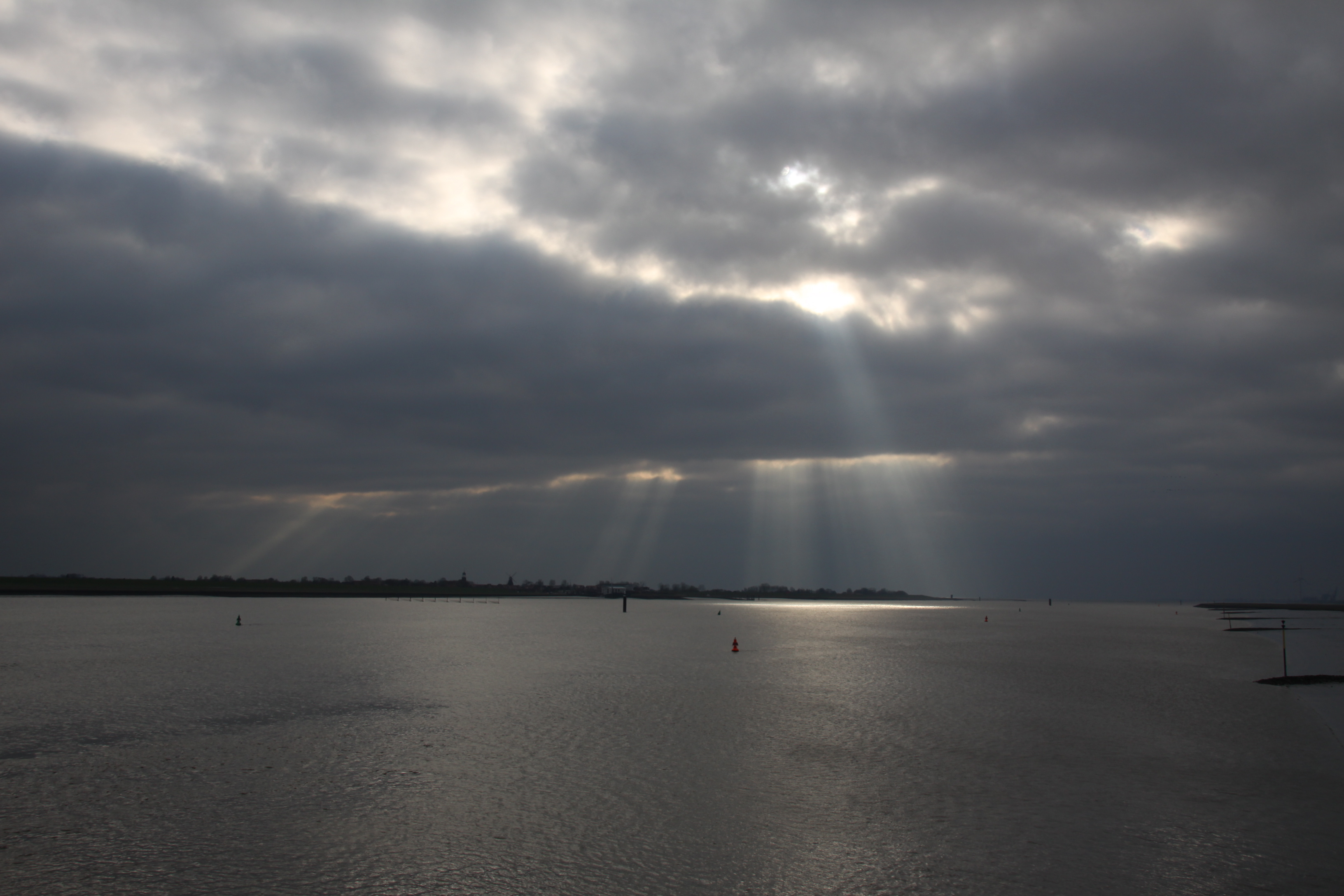
Wolkenverhangener Himmel und Sonnenstrahlen über Ditzum an der Ems

Die Gemeinde liegt in der gemäßigten Klimazone im Einfluss der Nordsee. Im Sommer sind die Tagestemperaturen tiefer, im Winter häufig höher als im weiteren Inland. Das Klima ist von der mitteleuropäischen Westwindzone geprägt.
Nach der Klimaklassifikation von Köppen befindet sich die Gemeinde in der Einteilung Cfb. (Klimazone C: warm-gemäßigtes Klima, Klimatyp f: feucht-gemäßigtes Klima, Untertyp b: warme Sommer). Innerhalb der gemäßigten Zone wird sie dem Klimabezirk Niedersächsisches Flachland Nordsee-Küste zugeordnet, der maritim geprägt ist und sich durch relativ kühle und regenreiche Sommer, verhältnismäßig milde, schneearme Winter, vorherrschende West- und Südwestwinde sowie hohe Jahresniederschläge auszeichnet.
Wetterdaten werden für das benachbarte Leer erhoben, das ähnliche klimatische Bedingungen aufweist. Die Temperaturen liegen dort derzeit im Jahresmittel bei 9 °C mit Höchstwerten in den Monaten Juli und August um die 20 °C und mittleren Niedrigstwerten um −2 °C im Dezember und im Januar. Die meisten Regentage gibt es mit jeweils 14 im November und Dezember, die wenigsten im März und Mai, wo an 9 Tagen Niederschlag fällt. Die Zahl der durchschnittlichen Sonnenstunden pro Tag schwankt zwischen einer (Dezember/Januar) und sechs Stunden (Mai/Juni). Die mittlere frostfreie Zeit wird mit 170 bis 187 Tagen angegeben. Die mittlere Niederschlagsmenge liegt bei 738 mm/Jahr, die mittlere jährliche Sonnenscheindauer bei 1550 bis 1600 Stunden.
|                       | Jan  | Feb  | Mär  | Apr  | Mai  | Jun  | Jul  | Aug  | Sep  | Okt  | Nov  | Dez  |   |      |
| Mittl. Tagesmax. (°C) | 4    | 5    | 8    | 12   | 17   | 20   | 21   | 21   | 18   | 14   | 8    | 5    | ⌀ | 12,8 |
| Mittl. Tagesmin. (°C) | −2   | −1   | 1    | 3    | 6    | 9    | 11   | 11   | 9    | 6    | 2    | 0    | ⌀ | 4,6  |
|                       |      |      |      |      |      |      |      |      |      |      |      |      |   |      |
| Niederschlag (mm)     | 59,2 | 40,1 | 51,4 | 46,0 | 61,5 | 77,4 | 74,8 | 67,2 | 65,6 | 62,5 | 69,1 | 63,2 | Σ | 738  |
|                       |      |      |      |      |      |      |      |      |      |      |      |      |   |      |
| Sonnenstunden (h/d)   | 1    | 2    | 3    | 5    | 6    | 6    | 6    | 6    | 4    | 3    | 2    | 1    | ⌀ | 3,8  |
|                       |      |      |      |      |      |      |      |      |      |      |      |      |   |      |
| Regentage (d)         | 13   | 9    | 12   | 10   | 11   | 11   | 11   | 11   | 11   | 11   | 14   | 14   | Σ | 138  |

| −2 |

| −1 |

| 1 |

| 3 |

| 6 |

| 9 |

| 11 |

| 11 |

| 9 |

| 6 |

| 2 |

| 0 |

| −2 |

| −1 |

| 1 |

| 3 |

| 6 |

| 9 |

| 11 |

| 11 |

| 9 |

| 6 |

| 2 |

| 0 |

## Geschichte

### Ur- und Frühgeschichte
Bis zum Beginn des Deichbaus im hohen Mittelalter war die Besiedlung des heutigen Jemgumer Gemeindegebietes extrem vom Absenken (Regression) und Anstieg (Transgression) des Meeresspiegels abhängig. Daher finden sich im Gegensatz zu den ostfriesischen Geestgegenden deutlich weniger Spuren urgeschichtlicher Besiedlung in diesem Gebiet.
Aus der Mittelsteinzeit wurden entlang der Ems Funde gemacht, die auf die Anwesenheit von Menschen hindeuten. Das Gleiche gilt für die benachbarten, aber deutlich besser erforschten Nordostniederlande. Aus dem Emder Hafen wurden bei Baggerarbeiten zwei donauländische Dechsel, ein Flintbeil und ein Tongefäß aus der Trichterbecherkultur geborgen. „Möglicherweise konnte der Emsuferwall bei einem Stillstand des Meeresspiegelanstiegs auf den Ablagerungen der Calais-II-Transgression besiedelt werden. Etwa eintausend Jahre später war das auf den Ablagerungen der Calais-III-Transgression offenbar wieder möglich.“
Die Flussmarsch der Ems wurde ab der älteren vorrömischen Eisenzeit, etwa im 7. Jahrhundert v. Chr., planmäßig besiedelt. Die Menschen siedelten auf einem schmalen Streifen auf dem Emsuferwall, der sowohl Schutz vor dem Wasser des Flusses bot als auch hoch genug lag, um die Moräste des Sietlandes zu umgehen. Die Siedler fanden, vom Fluss aus betrachtet landeinwärts, eine von der Tide beeinflusste Schilfzone, Weichholzauen mit Weidengebüschen und -wald sowie Hartholzauen mit Ulmen, Erlen, Eichen und Eschen vor.

„Die ersten Siedler rodeten die auf den Sedimenten der Dünkirchen-0-Transgression gewachsenen Auenwälder. Dabei bevorzugten sie die Hartholzaue auf den hohen Lagen des Uferwalls als Siedlungsplätze und Ackerland. Hier war es trockener, und Eschen, Eichen und auch Ulmen boten geeignetes Bauholz für den Hausbau in nächster Nähe. Die niedrigere Weichholzaue am Flußufer und die Bruchwälder am Rande des Sietlandes lieferten Weiden- und Erlenholz für die Flechtwände der Häuser und andere Bedürfnisse. Aus den farnreichen Röhrichten, den Großseggenrieden und den Erlenbrüchen des Sietlandes im Westen gewann man Stallstreu, Heu und vermutlich auch Schilf für die Dächer der Häuser.“

Bis jetzt sind in dem Gebiet neun dieser Siedlungen bekannt, zwei davon nahe Jemgum und Hatzum sind genauer erforscht. Die Siedlung bei Jemgum bestand aus zwei Wohnhäusern und drei Speichern, deren hölzerne Fundamente im Gleyboden gut konserviert wurden. Das Siedlungsareal erstreckte sich auf einer Fläche von etwa 25 mal 35 Metern. Die dreischiffigen Häuser hatten Walmdächer, die Seitenwände bestanden aus vierkantig zubehauenen, aufeinandergestapelten und verbundenen Hölzern. Dreischiffige Häuser gab es auch bei Hatzum. Wie in Jemgum waren auch dort Wohn- und Stallteil unter einem Dach vereint. Der Stallteil fiel zur Schmalseite ein wenig ab, so dass die Jauche leichter hinaustransportiert werden konnte. Auf der etwa 1,5 Hektar großen Siedlungsfläche standen (in verschiedenen Siedlungsperioden) etwa zehn bis 14 Gehöfte. Aus der Größe der Häuser ließen sich jedoch keine Rückschlüsse ziehen, ob einzelne sich als eine Art Oberhaupt herauskristallisierten. Fundstücke zur Bestattungskultur jener Epoche wurden im Gemeindegebiet bis jetzt nicht gefunden, wohl aber im nahe gelegenen Weener-Süderhilgenholt: Dort wiesen Urnen auf die Verbrennung von Leichen hin. In Hatzum wurde ein Webgewicht gefunden, das Kenntnisse im Weben und Spinnen nachweist.
Die Marschsiedlungen erlaubten sowohl Viehzucht als auch Ackerbau. Unter den Nutztieren waren Rinder und Schafe vorherrschend, Pferde wurden seltener gehalten. Während die Rinder auf den süßen Weiden der Flussmarsch grasten, wurden die Schafe auf den minderwertigeren Böden gehalten. Genutzt wurde bei den Rindern deren Fleisch, Milch, Knochen und Fell, außerdem dienten sie als Zug- und Lasttiere. Inwieweit dies auch auf das Pferd zutraf, konnte noch nicht festgestellt werden. Schafe lieferten Wolle. Der Fischfang war trotz der Nähe zum Fluss nur von untergeordneter Bedeutung. Neben Pflanzen, die auch auf der Geest angebaut wurden wie Emmer oder Nacktgerste, gab es wegen der besseren Anbaubedingungen in der Marsch auch Hinweise auf den Anbau von Ackerbohnen und Lein.
Ungewöhnlich ist die um das dritte oder zweite Jahrhundert vor Christus angelegte Siedlung Bentumersiel. Sie wies große Unterschiede zu den umliegenden bäuerlichen germanischen Marschsiedlungen der Römischen Kaiserzeit auf. Im Gegensatz zu den Nachbarorten wurde sie nie durch eine Warft zum Schutz gegen Wasser erhöht. Bauten, Zäune und Wege waren aufeinander ausgerichtet, was auf eine geplante Anlage der Siedlung hindeutet. Bei den wenigen bislang freigelegten Gebäuden handelte es sich um kleine Häuser ohne Stallteil, so dass es in Bentumersiel keine Möglichkeit zur Aufstallung des Viehes über den Winter gab. Dies führte zu der Annahme, dass die Siedlung als saisonal genutzter Stapel- und Handelsplatz diente. Möglicherweise stand Bentumersiel in enger Beziehung zu der wenige hundert Meter nördlich gelegenen Wurt Jemgumkloster. Diese war in der älteren vorrömischen Eisenzeit, dann seit etwa 100 v. Chr. bis in das 2./3. Jahrhundert n. Chr. und schließlich seit dem 8./9. Jahrhundert besiedelt. Dort begannen die Bewohner bereits Anfang des 1. Jahrhunderts v. Chr. mit dem Bau einer Wurt, während die Bewohner von Bentumersiel während der gesamten römischen Kaiserzeit zu ebener Erde lebten. Rolf Bärenfänger, Archäologe und Direktor der Ostfriesischen Landschaft, nimmt an, dass die Einwohner von Jemgumkloster den Warenverkehr über die Ems kontrollierten.
Denkbar ist, dass die Römer 15/16 nach Christus die verkehrsgünstig gelegene Siedlung als Stapelplatz nutzten. Fragmente der Ausrüstung römischer Legionäre aus Metall und vor allem zahlreiche Scherben von Amphoren und anderer römischer Schwer- und Feinkeramik lassen darauf schließen, dass es dort Kontakte zwischen Germanen und Römern gab. Spuren einer militärischen Anlage konnten die Archäologen aber bislang nicht entdecken.
Etwa um die Zeitenwende begannen die Friesen, in das Gemeindegebiet vorzudringen. Sie verdrängten die Chauken, die seit dem zweiten Jahrhundert nicht mehr erwähnt wurden, oder nahmen sie in ihren Stammesverband auf. Denkbar ist auch, dass sie im Stammesverband der Sachsen oder dem der Franken aufgingen. Ein bedeutender Fund aus dieser Periode ist die Dame von Bentumersiel, ein 2006 in Bentumersiel im Block geborgener Grabfund aus der Zeit um 300 nach Christus. Das Grab gilt als ein Beleg für die beginnende soziale Differenzierung der Germanen an der unteren Ems, da der Bestatteten hochwertige römische Importstücke mit ins Grab gelegt wurden. Zu den Beigaben gehörte römische Importware wie drei Bronzegefäße sowie ein Kilo geschmolzenen Glases, vermutlich der Rest einer größeren Anzahl von Glasgefäßen.

### Mittelalter
Im 5. Jahrhundert kam es zu einem starken Rückgang der Besiedlung. Ursache dafür könnten der Anstieg des Meeresspiegels im Zuge der Dünkirchen II-Transgression mit der Überflutung der Marsch und der Vernässung der Geest gewesen sein. Der Rückgang der Bevölkerung ist ausschließlich durch fehlende archäologische Funde für das 5. und 6. Jahrhundert erkennbar. Nach dem Siedlungsrückgang folgte ab dem 7. oder 8. Jahrhundert eine erneute stärkere Besiedlung. Der Einbaum von Jemgum wurde 2009 bei einer Ausgrabung am Erdgasspeicher freigelegt. Er stammt aus dem 7. Jahrhundert. In dieser Zeit begann vermutlich die Besiedelung von Ditzum, Oldendorp und Hatzum, während der Hauptort Jemgum wohl im ausgehenden 8. oder frühen 9. Jahrhundert entstand.

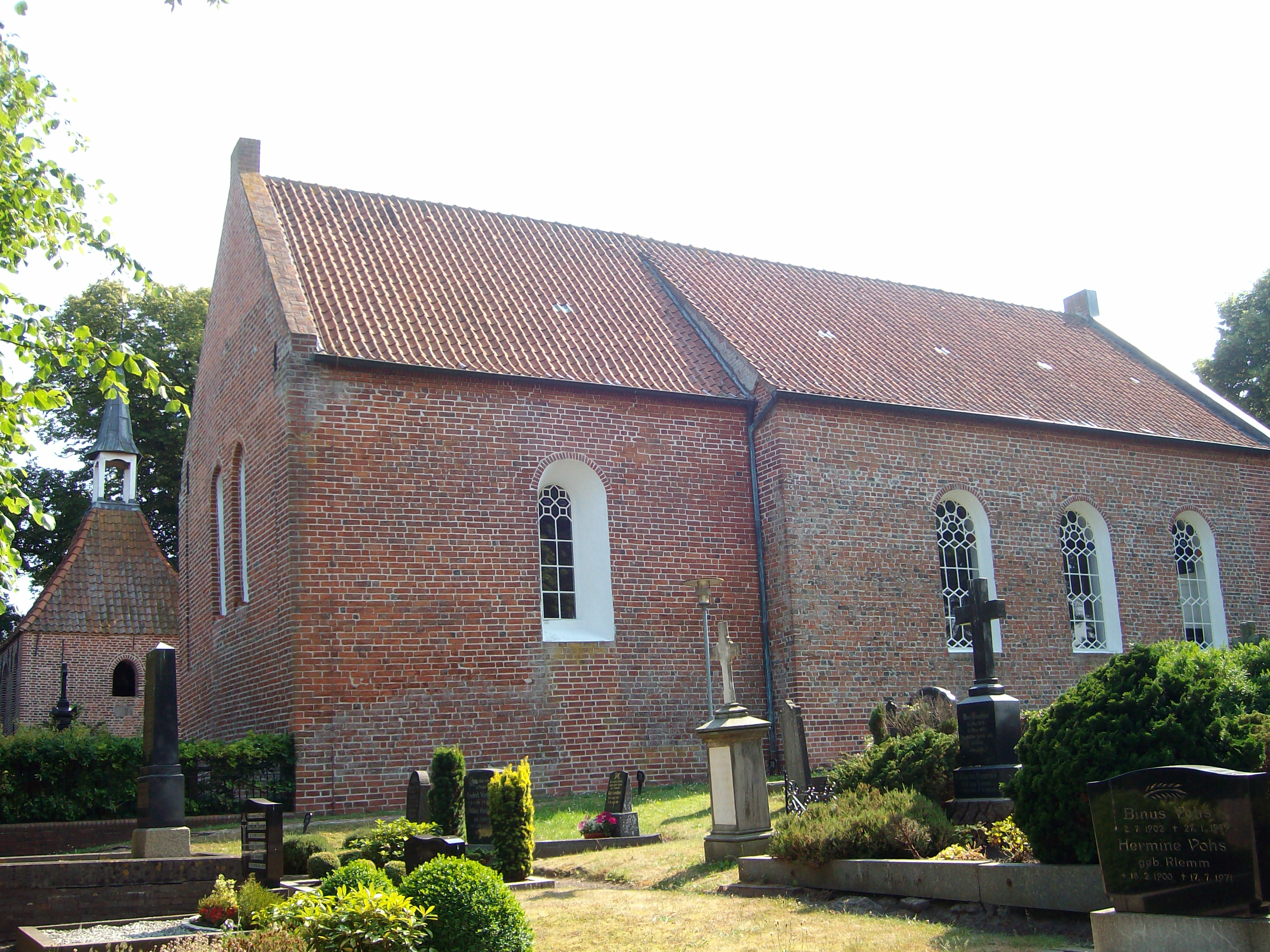
Liudgeri-Kirche in Holtgaste

Im 13. Jahrhundert wurden in Ostfriesland zahlreiche Kirchen gebaut, darunter auch die in Midlum, Ditzum, Critzum und Hatzum. Die Liudgeri-Kirche (Holtgaste) gilt als älteste Kirche des Rheiderlandes. Mitte des 13. Jahrhunderts gründete der Johanniterorden im Westen Jemgums ein Doppelkloster, die Kommende Jemgum. Neben der großen Klosterkirche St. Johannes aus der Mitte des 13. Jahrhunderts, deren Lokalisierung unklar ist, gab es die ehemalige Sixtuskirche als Hauptkirche am westlichen Ortsrand auf dem heutigen Friedhof sowie eine kleine Klosterkapelle, die zur heutigen Kirche umgebaut wurde. Hatzum war im Mittelalter eine katholische Propstei innerhalb des Bistums Münster.
Die Zweite Marcellusflut im Jahre 1362 führte zu einem ersten größeren Einbruch des Dollarts. Die Emsdörfer waren aufgrund der geschützteren Lage davon zwar nicht so sehr betroffen wie der westliche Teil des Rheiderlands, jedoch gab es auch Landverluste im westlichen Teil des heutigen Gemeindegebiets, der jedoch weit weniger bevölkert war als der Emsuferwall.
Vom 14. bis zum frühen 16. Jahrhundert lassen sich verschiedene Häuptlinge nachweisen, vor allem in Hatzum als Sitz der Propstei. Auch in Holtgaste sind Häuptlinge nachgewiesen, unter anderem Hoyteed Tammana, der als Schiedsrichter in einem Streit über Grundstücke zwischen dem Johanniterkonvent und zwei Anliegern schlichtete. In Jemgum wurden Häuptlinge im Zusammenhang mit Urkunden der Kommende erwähnt. Häuptlinge von Oldendorp sind für die 1430er- und 1440er-Jahre urkundlich bezeugt, als Philipp der Gute von Burgund sie und andere ostfriesische Häuptlinge im Zusammenhang mit den Konflikten mit der Hanse in Schutz nahm. Für 1438 sind Tyeert und Gerrit van Dockem erwähnt. 1443 sprach Tjardus Oldendorpius als Vertreter ostfriesischer Häuptlinge auf dem Hansetag in Deventer. Die Stellung der Häuptlinge im Rheiderland innerhalb des gesamtostfriesischen Machtgefüges jener Tage war jedoch eine untergeordnete. Vor allem waren sie lokale Großgrundbesitzer. Im Zuge der Auseinandersetzungen zwischen dem Häuptlingsgeschlecht der tom Brok und Focko Ukena waren die Orte der heutigen Gemeinde auf Seiten Ukenas. Nach dessen Niederlage im Kampf gegen Edzard Cirksena und den Freiheitsbund der Sieben Ostfrieslande kam das Gebiet unter die Herrschaft der Cirksena und damit zur (seit 1464) Grafschaft Ostfriesland. Die Cirksena-Grafen teilten ihre Grafschaft in Ämter ein, das Gebiet gehörte fortan zum Amt Emden. Als Nachfolger der Häuptlinge traten gräfliche Amtmänner in Emden auf.
Der Häuptling Ewo Tammena (1335–1411) und seine Nachkommen trugen den Geschlechtsnamen „von Jemgum“. Albert von Rhaude oder von Jemgum (1500–1545) war Drost des Grafen von Ostfriesland in Friedeburg, Aurich und Berum. Ewo Alberda von Jemgum tho Ekel (1530–1587) siedelte sich in Ekel an; sein Enkel Ewo von Jemgum erwarb die Querlenburg in Brockdorf. Dort starb das Geschlecht im 18. Jahrhundert aus.

### Unter den Cirksena (1464 bis 1744)
Die Zweite Cosmas- und Damianflut 1509 brachte für die Bewohner des Rheiderlands erneut Landverluste. Auch mussten ganze Ortschaften aufgegeben werden, die mit dem heutigen Jemgumer Gemeindegebiet bis dahin eine Landverbindung hatten. Teils versanken sie in den Fluten des Dollarts, der damals seine größte Ausdehnung hatte, teils wurden sie beim Durchbruch der Ems vom Rheiderland getrennt. Vor der Flut konnte man auf einer Landverbindung bis an das Emden gegenüberliegende Emsufer nahe dem Ort Nesse gelangen. Danach wurden der Ort und seine Umgebung zu einer Insel, Nesserland genannt.

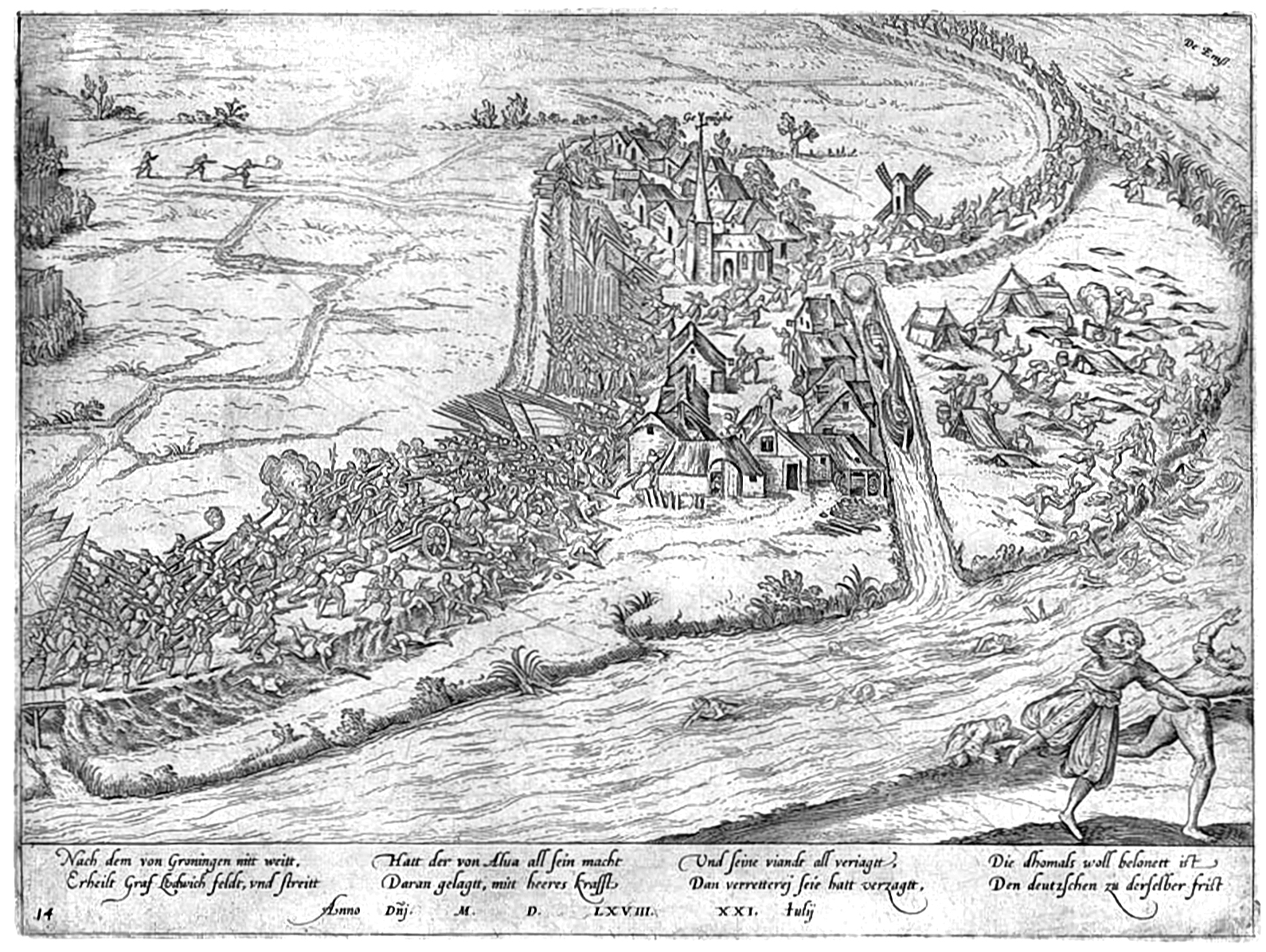
Schlacht bei Jemgum

Bei dem Ort fanden zwei folgenreiche Schlachten (Schlacht von Jemgum (1533) und Schlacht von Jemgum (1568)) der ostfriesischen Geschichte statt.
Der wirtschaftliche Aufstieg der Stadt Emden in der zweiten Hälfte des 16. Jahrhunderts brachte dem heutigen Gemeindegebiet eine erste Blüte des Ziegeleiwesens. Die für den Ausbau der Stadt nötigen Steine kamen unter anderem aus dem nördlichen Rheiderland. Der erste schriftliche Nachweis einer Ziegelei im Rheiderland, das Werk des gräflichen Drosten Udo Egbardus thor Koldenborch (= zu Coldeborg), wurde im Zusammenhang mit Lieferungen nach Emden erwähnt.
Im Dreißigjährigen Krieg war Ostfriesland zwar kein Schauplatz von Kampfhandlungen, wurde jedoch von Truppen als Ruheraum genutzt. Dreimal (1622–1624, 1627–1631 und 1637–1651) besetzten fremde Truppen die Region, darunter hatte auch das Rheiderland zu leiden. Besonders stark betroffen war die Region von der Besetzung durch die Mansfelder. In Jemgum war der Obrist Joachim von Carpzov einquartiert. Die beiden folgenden Besetzungen bedeuteten zwar ebenfalls Belastungen durch Kontributionen. Die Besatzer von 1627 bis 1631 jedoch, kaiserliche Truppen unter Tilly, „hielten Manneszucht und vermieden Ausschreitungen“ desgleichen die von 1637 bis 1651 einquartierten hessischen Truppen unter Wilhelm V. von Hessen-Kassel. Auch materiell stellte sich die Situation unter den letzten beiden Besetzungen anders dar als unter Mansfeld. Es wurden zwar Kontributionen eingetrieben, doch wurden diese auch wieder in der Region ausgegeben. Während des Krieges brach in Ostfriesland auch die Pest aus, Sterbezahlen für das Gebiet sind jedoch nicht dokumentiert.

### Von Preußen zu Hannover

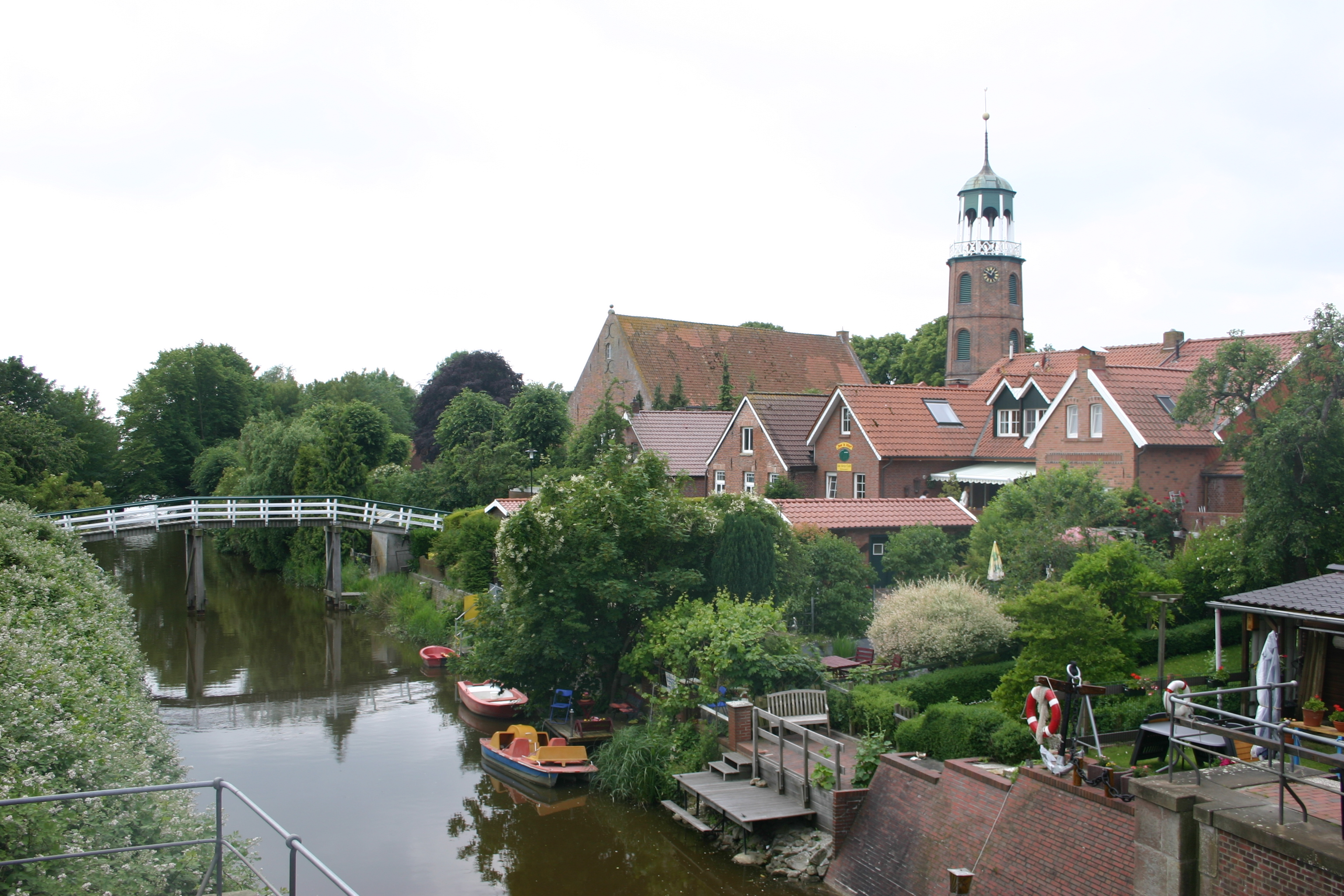
Ditzum war einer der größten Kaufleute- und Handwerker-Standorte im Amt Emden.

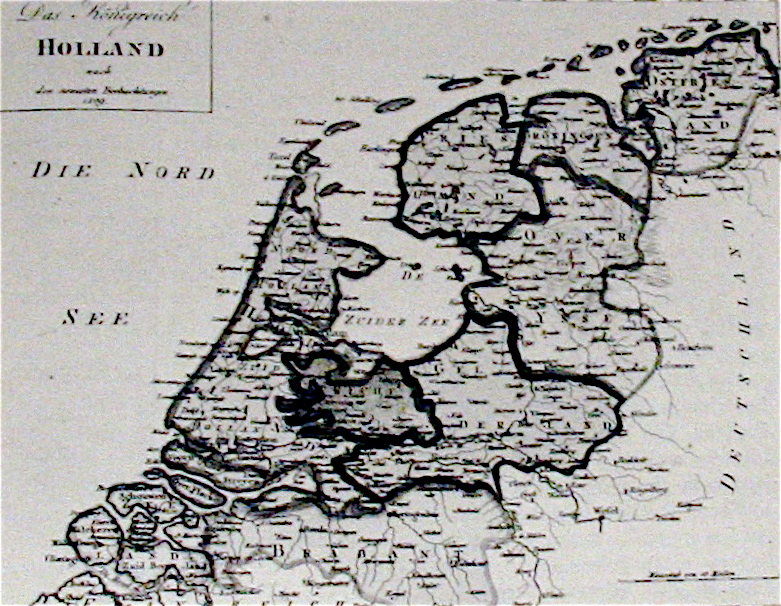
Karte des Königreichs Holland mit Ostfriesland (rechts oben)

Durch eine Exspektanz kam Ostfriesland und damit das heutige Gemeindegebiet 1744 an Preußen. Eine Übersicht der preußischen Verwaltung aus dem Jahr 1756 weist Ditzum als den größten Handwerks- und Kaufleutestandort des Amtes Emden aus. Dort wurden allein 39 Kaufleute und Handwerker gezählt, darunter je sechs Leineweber und Schuster, fünf Zimmerleute, je drei Bäcker und Schneider, je zwei Böttcher und Schmiede und ein Glaser. Die elf Kaufleute handelten mit Kräuterwaren, zum Teil auch mit Tee, Kaffee und Tabak, vier auch mit Kattun und Leinen. Gegenüber Ditzum fielen die anderen Ortschaften deutlich ab: So wurden in Hatzum und Midlum je zwölf, in Critzum fünf, in Nendorp und Oldendorp je drei und in Pogum und Marienchor je ein Gewerbetreibender registriert. Innerhalb des heutigen Gemeindegebietes wurde Ditzum mit seiner Wirtschaftskraft nur noch vom Flecken Jemgum übertroffen. Dort sind 1756 beispielsweise 17 Leinenreeder und deren Weberknechte sowie sechs Brauer überliefert.
Das Gemeindegebiet kam mit ganz Ostfriesland nach der Doppelschlacht von Jena und Auerstedt an das Königreich Holland, das wiederum 1810 in das Kaiserreich Frankreich integriert wurde. Nach den Befreiungskriegen wurde Ostfriesland für kurze Zeit wieder preußisch. Allerdings hatten sich die am Wiener Kongress beteiligten Staaten auf den Tausch von Gebieten geeinigt, von dem auch Ostfriesland betroffen war. Das Gemeindegebiet kam zum Königreich Hannover und blieb dort bis zu dessen Auflösung nach dem Deutschen Einigungskrieg.
In Hannoverscher Zeit war Jemgum Sitz des kleinen Amtes Jemgum. Es bestand aus den Amtsvogteien Jemgum und Ditzum und umfasste das heutige Gemeindegebiet sowie die Orte Landschaftspolder, Bunderhammrich und angrenzende kleinere Polder. Jemgum war Sitz eines Amtsgerichtes bis zur Auflösung des Amtes und Angliederung an das Amt Weener im Zuge der Hannoverschen Verwaltungsreform 1859.

### Kaiserreich
Als die preußische Regierung 1885 die alte Ämterstruktur zugunsten von Landkreisen abschaffte, wurde aus den Gemeinden des Rheiderlands der Landkreis Weener gebildet, zu dem die Gemeinden des Gebiets seither gehörten.
Während des gesamten 19. und auch bis ins 20. Jahrhundert hinein gab es große soziale und wirtschaftliche Gegensätze zwischen reichen Großbauern und armen Landarbeitern. Auf Betreiben des seit 1886 im benachbarten Landschaftspolder ansässigen Pastors der dortigen Kirchengemeinde, Arnold Wilhelm Nordbeck, entstand im Jahre 1907 der Christliche Arbeiterverein für Ditzumerverlaat, in den auch Landarbeiter aus den angrenzenden Dörfern der heutigen Gemeinde Jemgum eintraten. Der Verein hatte die Erhöhung der Bildungschancen zum Ziel, verfolgte aber auch gezielte Verbesserungen der wirtschaftlichen Situation. Dazu zählte der Erwerb von kleinen Grundstücken zur Selbstversorgung der Arbeiter. Für Jemgum kann festgestellt werden, was auch für andere ostfriesische Marschgemeinden wie die Krummhörn galt: „In der Marsch wirkten sich die sozialen Unterschiede besonders scharf und hart aus: Auf der einen Seite zähe und stolze Bauern, Herren durch und durch, auf der anderen Seite die Tagelöhner. Auch sie gleichen Stammes und den Bauern an Stolz nicht nachstehend, aber wirtschaftlich in drückender Abhängigkeit.“
In Berichten von Landarbeitern heißt es, dass die Arbeitstage von 4 bis 18 Uhr dauerten, unterbrochen von einer eineinhalbstündigen Mittagspause. Die Landarbeiter schliefen, so sie kein eigenes und wenn doch, ein zumeist sehr ärmliches Häuschen besaßen, oftmals mit dem Vieh im Stall. Schon mit etwa 13 Jahren, direkt nach dem Schulbesuch, wurde der Nachwuchs über sogenannte Gesindemakler an Bauern vermittelt. Neben anderen gesundheitlichen Problemen war auch Alkoholismus weit verbreitet.

### Weimarer Republik und Nationalsozialismus
Im April 1919 kam es zu sogenannten Speckumzügen von Emder Arbeitern, an die sich Landarbeiterunruhen und Raubzüge im Rheiderland anschlossen. Arbeiter brachen geschlossen zu den Höfen auf und stahlen Nahrungsmittel, wobei es zu Zusammenstößen mit den Bauern kam. Die Lage beruhigte sich erst nach der Entsendung von in der Region stationierten Truppen der Reichswehr. Als Reaktion darauf bildeten sich in vielen Orten Ostfrieslands – besonders solchen, die von den „Umzügen“ betroffen waren – Einwohnerwehren. In neun der dreizehn Dörfer sind solche Wehren nachgewiesen, für Hatzum und Midlum gibt es konkrete Zahlen über deren Stärke. In Hatzum verfügten 32 Personen über 32 Waffen, in Midlum 44 Personen über zehn Waffen. Aufgelöst wurden die Einwohnerwehren erst nach einem entsprechenden Erlass des preußischen Innenministers Carl Severing am 10. April 1920.
Wie im gesamten Nordwesten Niedersachsens erhielt in der Weimarer Republik die Landvolkbewegung Auftrieb, als eine Missernte 1927 die Bauern in Existenznöte gebracht hatte. Wie auch in anderen Landesteilen flatterte die schwarze Fahne als Zeichen des Protests. Die Nationalsozialisten mit ihrer Blut-und-Boden-Ideologie sahen sich als ideale Sachwalter der Nöte der Landwirte und fanden in vielen Gemeinden entsprechenden Zulauf.
Im Rheiderland gründeten sich die Ortsvereine der NSDAP gegen Ende der 1920er-Jahre und nahmen ihren Anfang in Bunderneuland. Im Gebiet der heutigen Gemeinde Jemgum wurden die ersten Ortsgruppen später als in den Nachbarkommunen Bunde und Weener gegründet. In der Endphase der Weimarer Republik rückten die Dörfer der heutigen Gemeinde Jemgum wie ihre Nachbarorte politisch zunehmend nach rechts. Vor allem in den Orten, in denen eine größere Zahl von Arbeitern in den Ziegeleien beschäftigt waren, gab es auch eine größere Anhängerschaft von Sozialdemokraten und Kommunisten. Gelegentlich kam es dadurch zu Raufereien und Zusammenstößen.

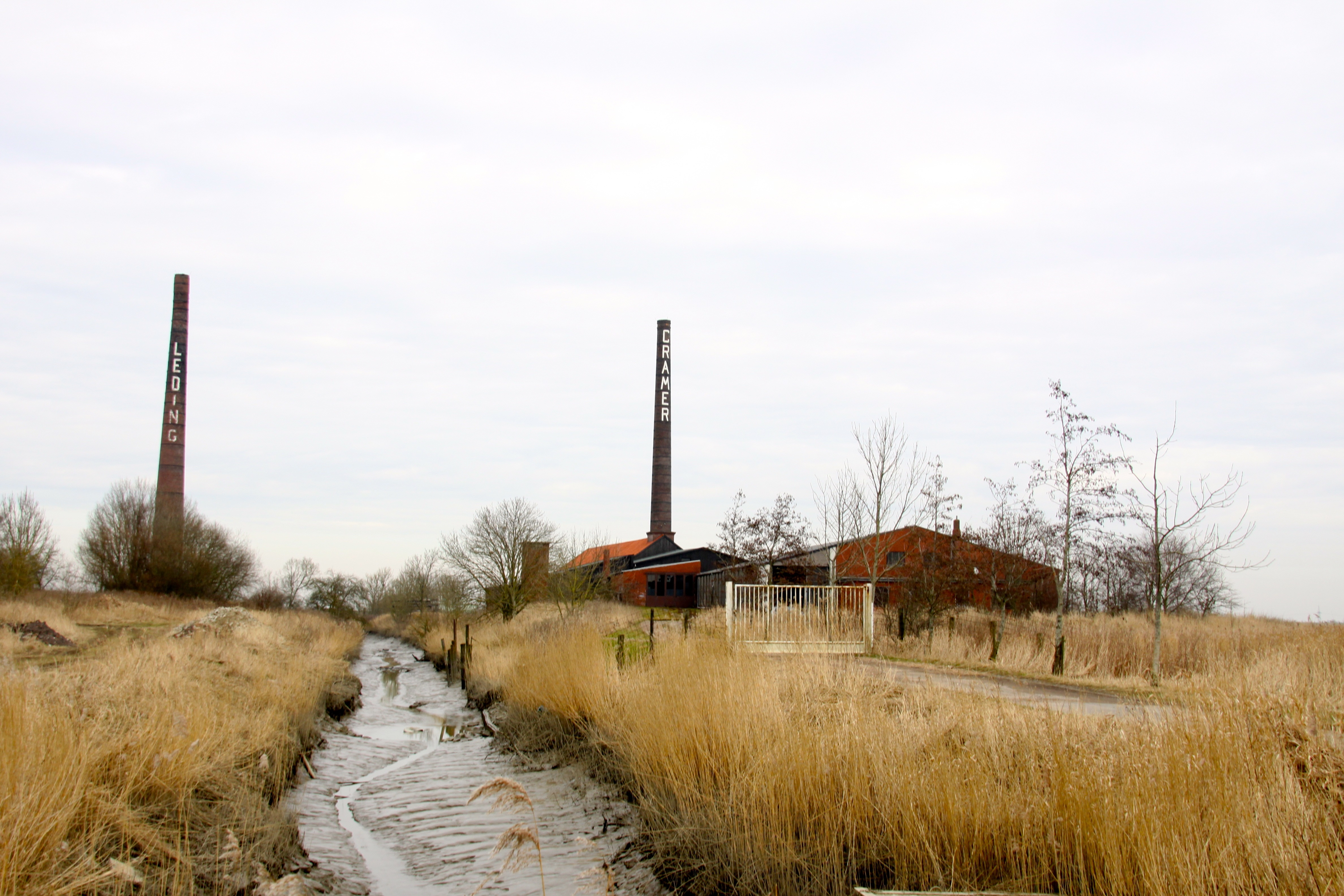
Die Ziegeleien der Gemeinde – im Bild links Leding und rechts Cramer in Jemgum – waren Rückhalte der Arbeiterparteien.

Bei der Reichspräsidentenwahl 1932 zeigte sich bereits, dass die Jemgumer Wähler den Nationalsozialisten zunehmend ihre Stimme gaben. Im zweiten Wahlgang erreichte Adolf Hitler in 10 von 13 Ortschaften die absolute Mehrheit, in St. Georgiwold mit 90,1 Prozent der Stimmen. Auch bei der Reichstagswahl im Juli 1932 gab es im heutigen Gemeindegebiet mehrere herausragende Ergebnisse für die NSDAP: Mehr als 50 Prozent Stimmenanteil holte sie in sieben der 13 Dörfer. Die KPD kam in Critzum, Hatzum, Jemgum, Midlum und Pogum auf mehr als zehn Prozent Stimmenanteile und lag damit über dem Durchschnittswert für das Rheiderland von 9,4 Prozent. Dabei handelte es sich überwiegend um Ziegeleistandorte sowie um den Pendler-Einzugsbereich des Emder Hafens, wo es einen „(…) erheblichen kommunistischen Einfluß unter den Hafenarbeitern, den Belegschaften der Fischverarbeitungsbetriebe und Werften, den Matrosen der Heringsfangflotte (gab).“
Die Bauern im Gemeindegebiet wurden im Reichsnährstand gleichgeschaltet. Die Verabschiedung des Reichserbhofgesetzes stieß bei vielen Bauern auf Proteste, da sie sich in ihrer wirtschaftlichen Entscheidungsfreiheit beschränkt sahen. Das Verbot, Erbhöfe zu veräußern, traf Betriebe an der unteren Größenbegrenzung eines Erbhofes von 7,5 Hektar ganz besonders. Obwohl es viele richterliche Urteile zugunsten der klagenden Kleinbauern gab, blieb der Anteil der Erbhofbauern in der Region dennoch über dem Reichsdurchschnitt.
1938/1939 wurden in Ostfriesland bis zu 250 Juden aus Wien als Zwangsarbeiter bei der Deicherhöhung an der Ems eingesetzt. Es waren meist Personen mit höherer Bildung; sie wurden neben vier anderen Standorten auch in einem Lager im benachbarten Nüttermoor untergebracht, Kontakte zur einheimischen Bevölkerung gab es kaum. Während des Zweiten Weltkriegs kamen in nahezu allen Dörfern kleinere Zwangsarbeiterlager hinzu, deren Insassen vornehmlich in der Landwirtschaft eingesetzt wurden.

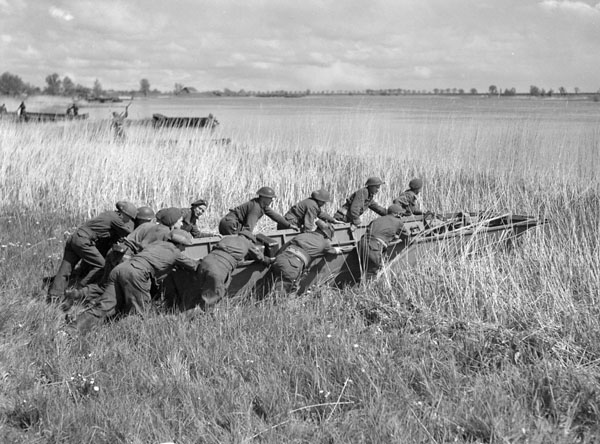
Soldaten der 3. kanadischen Infanteriedivision lassen bei ihrem Vormarsch südlich von Emden ein Sturmboot in die Ems.

Jemgum gehörte zu den ersten ostfriesischen Gemeinden, die im April 1945 von kanadischen und polnischen Truppen erobert wurden. Dabei kam es zum Beschuss von Häusern und Höfen, die zum Teil zerstört wurden. Auch die Ditzumer Kirche erlitt Schäden durch Artilleriefeuer.

### Nachkriegszeit
Unmittelbar nach dem Krieg war der Landkreis Leer von den drei ostfriesischen Landkreisen am stärksten mit Ostflüchtlingen belegt, weil er im Gegensatz zu den Landkreisen Aurich und Wittmund nicht als Internierungsgebiet für kriegsgefangene deutsche Soldaten diente. Allerdings nahm der Landkreis Leer in der Folgezeit unter allen niedersächsischen Kreisen die meisten Personen auf, die schon in den Ostgebieten arbeits- oder berufslos waren. Auch der Anteil der über 65-Jährigen lag höher als im Durchschnitt Niedersachsens. Hingegen hatte der Landkreis Leer unter allen niedersächsischen Landkreisen den geringsten Anteil an männlichen Ostflüchtlingen im Alter von 20 bis 45 Jahren.
1961 schlossen sich die Gemeinden Jemgum, Midlum, Holtgaste, Critzum, Böhmerwold und Marienchor zur ersten Samtgemeinde Niedersachsens zusammen.
Am 1. Januar 1973 kamen im Zuge der niedersächsischen Kommunalreform die Gemeinden Böhmerwold, Critzum, Ditzum, Hatzum, Holtgaste, Marienchor, Midlum, Nendorp, Oldendorp und Pogum zur namengebenden Einheitsgemeinde.

### Namensherkunft
Jemgum ist eine aus „Giminga haim“, also „Wohnung der Leute des Gimo“, entstandene Zusammensetzung. Der Ort wurde im 10. Jahrhundert Giminghem, 1284 Gemmegum, 1456 Gemgum, um 1500 Gemmingum und im 16. Jahrhundert Gemmingen genannt.

### Einwohnerentwicklung
Wie in anderen Gemeinden Ostfrieslands in der Marsch (beispielsweise die Krummhörn) liegt die heutige Einwohnerzahl kaum höher als im 19. Jahrhundert, begründet mit der Landflucht wegen der abnehmenden Bedeutung der Landwirtschaft als Arbeitsmarktfaktor. Besonders das Berufsbild des Landarbeiters ist kaum noch zu finden, abgesehen von Mitarbeitern landwirtschaftlicher Lohnunternehmen, die aber nicht notwendigerweise auch in der Gemeinde wohnen. So notierte beispielsweise Johann Gottfried Hoche im Jahre 1800 für Jemgum 1100 Einwohner, etwa ebenso viele wie 200 Jahre später (für Jemgum selbst, wenn nach die oben genannten zugehörigen Ortsteile abzieht). In Midlum lag die Einwohnerzahl 1823 bei 323, 2008 betrug sie 316. Ditzum hatte 1823 676 Einwohner, 185 Jahre später waren es 696.
Nach dem Zweiten Weltkrieg kam es durch die Aufnahme vieler Ostflüchtlinge zu einem zwischenzeitlichen starken Anstieg der Bevölkerung, der jedoch nicht von langer Dauer war. Seit Anfang der 1970er-Jahre nimmt die Bevölkerungszahl der Gemeinde (mit zwischenzeitlichen Schwankungen) ab. Lebten im Jahr 2000 noch 3807 Personen in der Gemeinde, lag die Zahl zehn Jahre später bei 3617, was einem Rückgang um 190 Personen oder 4,99 Prozent entspricht.

Einwohnerentwicklung von 1960 bis 2016

| Jahr | Einwohner |
| ---- | --------- |
| 1960 | 4522      |
| 1965 | 4380      |
| 1970 | 4456      |
| 1975 | 4136      |
| 1980 | 3850      |
| 1985 | 3797      |
| 1990 | 3858      |
| 1995 | 3787      |
| 2000 | 3807      |
| 2005 | 3712      |
| 2010 | 3617      |
| 2015 | 3539      |

## Politik

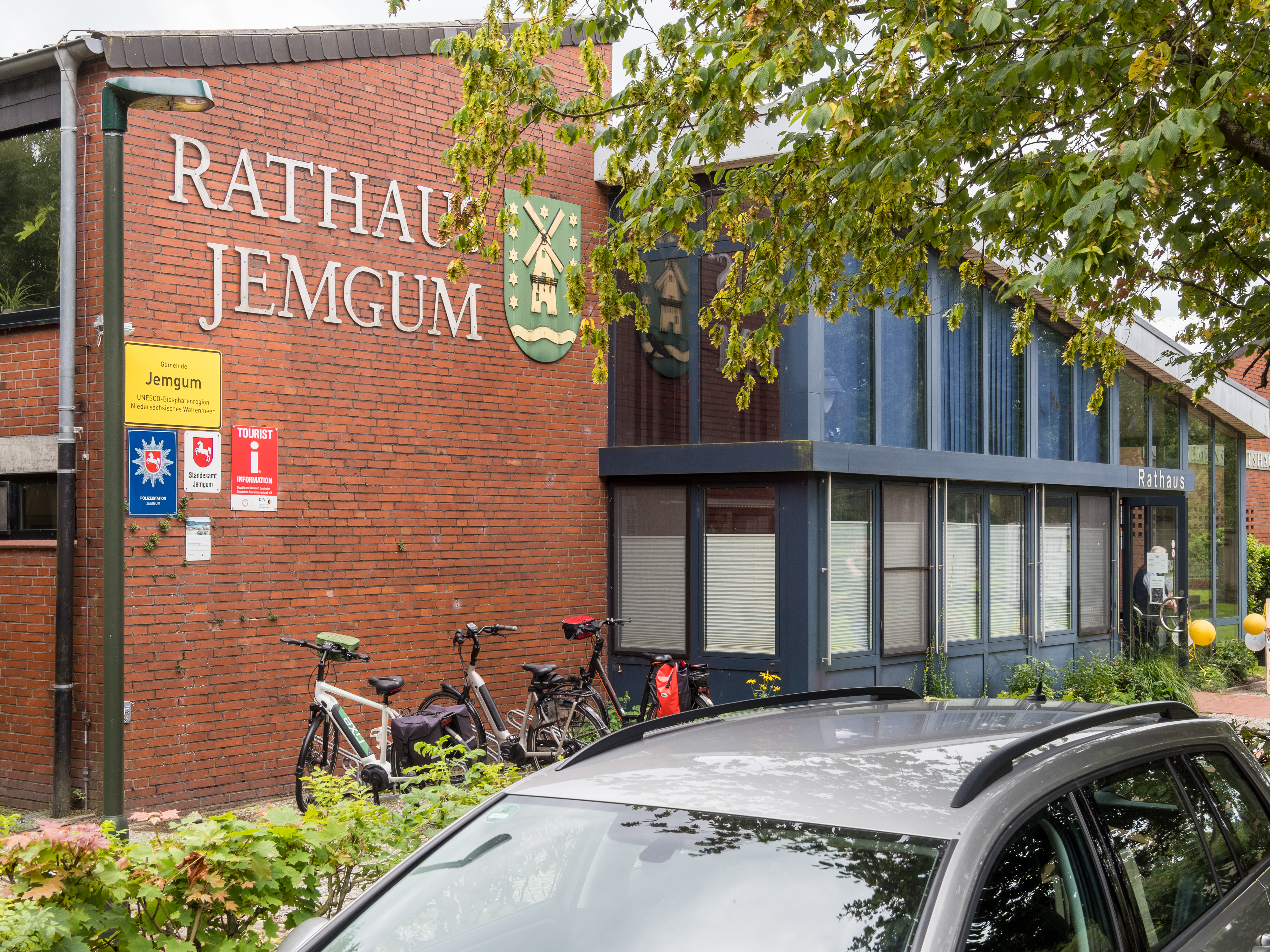
Rathaus Jemgum

Wie das gesamte Rheiderland (und auch Ostfriesland als Ganzes) ist die Gemeinde Jemgum eine Hochburg der SPD. Im Gemeinderat hat die SPD die absolute Mehrheit. Der 2016 direkt gewählte Bürgermeister Hans-Peter Heikens hingegen ist parteilos.
Die Stärke der SPD in der Gemeinde ist historisch auf die zahlreichen Landarbeiter und Arbeiter in den Ziegeleien zurückzuführen sowie auf die Tatsache, dass besonders der mit Abstand einwohnerstärkste Ortsteil, der Hauptort Jemgum, wie auch das benachbarte Midlum ausgesprochene SPD-Hochburgen sind. Schon bei der ersten Bundestagswahl 1949 gewannen die Sozialdemokraten hier deutlich, daran änderte sich auch in den folgenden Jahrzehnten nichts. Mehrheiten für die CDU ergaben sich hingegen in den deutlich kleineren Ortsteilen, die sehr stark von der Landwirtschaft geprägt waren, in denen es jedoch keine oder kaum Landarbeitersiedlungen gab.
2010 hat im Rheiderland eine Diskussion über die Fusion der drei rheiderländischen Kommunen (Stadt Weener, Gemeinden Bunde und Jemgum) begonnen, neuerlich angestoßen vom Weeneraner Bürgermeister Wilhelm Dreesmann. Entsprechende Vorschläge hatte es aber auch schon in der Vergangenheit gegeben. Begründet wurde der Vorstoß mit möglichen finanziellen Vorteilen durch Zusammenlegungen und Einsparungen, aber auch durch höhere Gestaltungsspielräume in bestimmten kommunalpolitischen Bereichen, etwa bei der Planung von Schuleinzugsgebieten. Dies traf jedoch auch auf Kritik und Skepsis. Jemgums Bürgermeister Johann Tempel und Bundes Bürgermeister Gerald Sap blieben zunächst zurückhaltend.

### Gemeinderat
Der Gemeinderat der Gemeinde Jemgum besteht aus 14 Ratsmitgliedern. Dies ist die festgelegte Anzahl für eine Gemeinde mit einer Einwohnerzahl zwischen 3001 und 5000 Einwohnern. Die 14 Ratsmitglieder werden in der Kommunalwahl für jeweils fünf Jahre gewählt. Die aktuelle Amtszeit begann am 1. November 2021 und endet am 31. Oktober 2026. Stimmberechtigt im Rat der Gemeinde ist außerdem der hauptamtliche Bürgermeister, derzeit Hans-Peter Heikens.
Die letzte niedersächsische Kommunalwahl vom 12. September 2021 ergab das folgende Ergebnis:
| Partei    | Anteilige Stimmen | Veränderung Stimmen | Anzahl Sitze | Veränderung Sitze |
| --------- | ----------------- | ------------------- | ------------ | ----------------- |
| SPD       | 38,0 %            | −10,0 %             | 5            | −2                |
| CDU       | 27,0 %            | +2,6 %              | 4            | +1                |
| Jemgum 21 | 26,1 %            | +12,5 %             | 4            | +2                |
| FDP       | 5,2 %             | - 1,5 %             | 1            | 0                 |

Die Wahlbeteiligung bei der Kommunalwahl 2021 lag mit 65,4 % über dem niedersächsischen Durchschnitt von 57,1 Prozent.

### Bürgermeister
Bei der Bürgermeisterwahl am 11. September 2016 erreichte keiner der vier angetretenen Kandidaten eine absolute Mehrheit. Daher gab es am 25. September 2016 eine Stichwahl zwischen dem parteilosen Hans-Peter Heikens (48,7 %) und dem SPD-Kandidaten Helmut Plöger (31,8 %), die Heikens gewann. Heikens wurde 2021 mit 63,85 % in seinem Amt bestätigt; er hatte keinen Gegenkandidaten.

### Vertreter in Bundestag und Landtag
Jemgum zählt zum Landtagswahlkreis Leer/Borkum. Er umfasst die Städte Borkum, Weener die Gemeinden Bunde, Jemgum, Moormerland und Westoverledingen sowie das gemeindefreie Gebiet Insel Lütje Hörn. Bei der letzten Landtagswahl in Niedersachsen vom 9. Oktober 2022 gewann Nico Bloem (SPD) das Direktmandat mit 42,7 % der Stimmen. Über die Landesliste von Bündnis 90/Die Grünen zog Meta Janssen-Kucz erneut in den Landtag ein. Janssen-Kucz legte ihr Mandat im Dezember 2024 nieder.
Jemgum gehört zum Bundestagswahlkreis Unterems (Wahlkreis 25), der aus dem Landkreis Leer und dem nördlichen Teil des Landkreises Emsland besteht. Der Wahlkreis wurde zur Bundestagswahl 1980 neu zugeschnitten und ist seitdem unverändert. Bislang setzten sich in diesem Wahlkreis ausschließlich CDU-Kandidaten durch. Bei der Bundestagswahl 2025 wurde die CDU-Abgeordnete Gitta Connemann aus Leer erneut direkt gewählt. Über Listenplätze der Parteien zogen Anja Troff-Schaffarzyk (SPD) und Martina Uhr (AfD) aus dem Wahlkreis in den Bundestag ein.

### Wappen, Flagge und Dienstsiegel
| Wappen von Jemgum | Blasonierung: „Das Wappen der Gemeinde Jemgum zeigt auf grünem Grund über einem goldenen Wellenbalken im Schildfuß eine goldene Holländermühle, umgeben von 11 goldenen sechszackigen Sternen.“ |
| Wappen von Jemgum | Wappenbegründung: Das von Ebo Pannenborg entworfene Wappen wurde am 26. Februar 1975 vom Regierungspräsidenten in Aurich verliehen. Es zeigt auf grünem Grund über einem Ems und Dollart symbolisierenden gesenkten goldenen Wellenbalken im Zentrum eine gelbe Holländermühle, die von elf sechszackigen gelben Sternen als Symbole für die Mitgliedsgemeinden umgeben ist. |

Die Flagge der Gemeinde hat in Längsrichtung oben einen grünen und unten einen gelben Streifen. In der Mitte der Flagge ist das Gemeindewappen abgebildet. Das Dienstsiegel enthält das Wappen und die Umschrift Gemeinde Jemgum – Landkreis Leer.

## Religionen

### Christentum

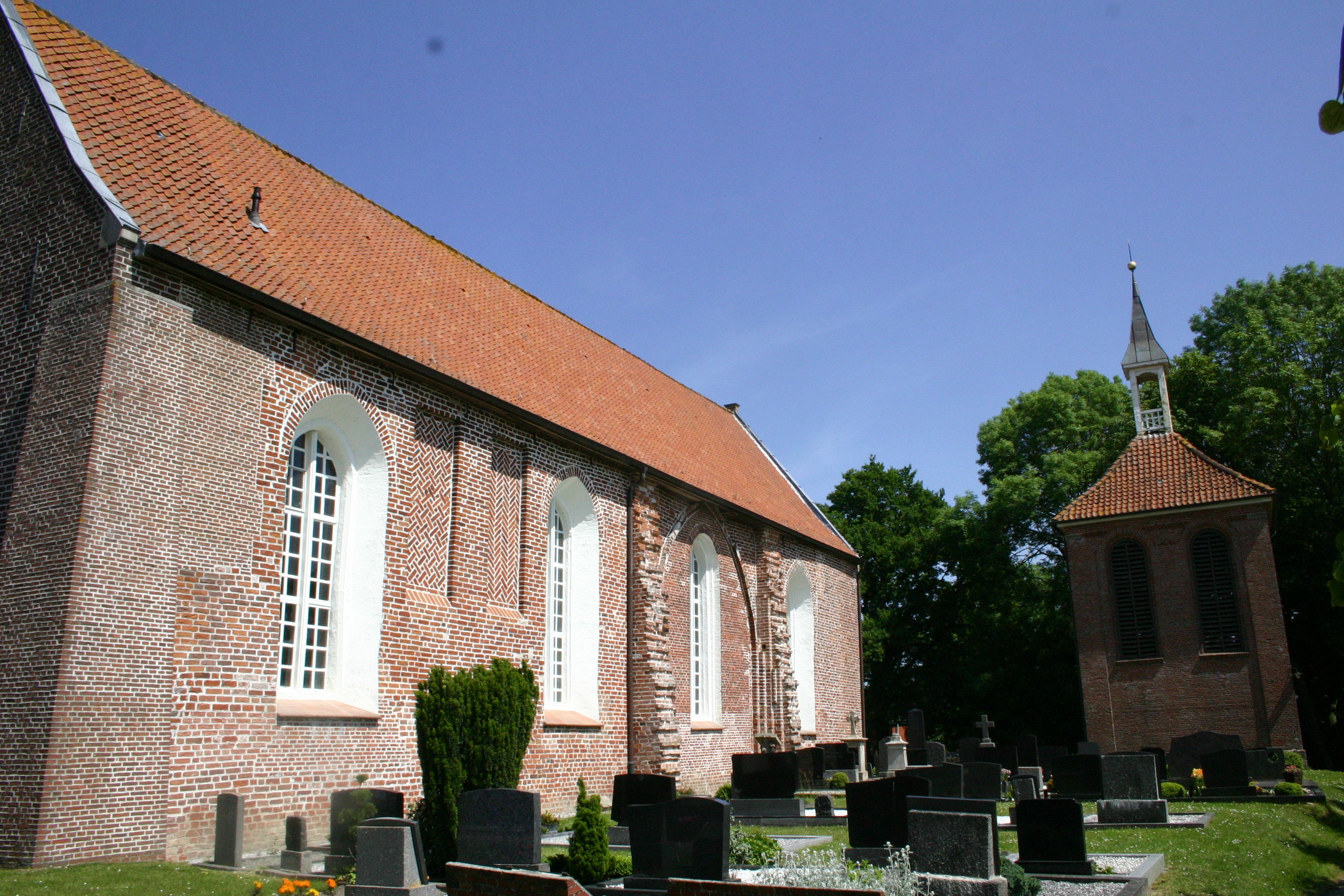
Hatzum war im Mittelalter Sitz einer Propstei.

Das Gebiet der Gemeinde Jemgum gehörte im Mittelalter zur Propstei Hatzum im Bistum Münster. Sieben Dörfer verfügten bereits im 13. Jahrhundert über ein Gotteshaus aus Backstein und hatten einen eigenen Priester. Eine öffentlichkeitswirksame Versammlung katholischer Geistlicher 1526 in Jemgum provozierte reformatorische Gegenprediger. Ulrich von Dornum sandte seinen Prediger Hinrich Arnoldi, der gegen den Dominikanerprior Laurens Laurensen auftrat, was zum Oldersumer Religionsgespräch führte. Die Kirchengemeinden nahmen das reformierte Bekenntnis an, das bis heute im gesamten Rheiderland vorherrschend ist. Missionsbemühungen der Baptisten in den 1850er und der Darbysten in den 1880er Jahren, die sich zeitweise bei eigenen Gottesdiensten versammelten, führten nicht zu selbstständigen Gemeinden. Evangelisch-reformierte Kirchengemeinden gibt es heute in den Ortschaften Böhmerwold, Critzum, Ditzum, Hatzum, Jemgum, Midlum und Oldendorp-Nendorp. Sie gehören zum Synodalverband Rheiderland, der 21 Gemeinden mit insgesamt 19.000 Mitglieder umfasst. Jemgum teilt sich mit Böhmerwold und Marienchor eine Pastorenstelle und Ditzum eine mit Oldendorp-Nendorp.
Dazu gibt es zwei evangelisch-lutherische Kirchengemeinden: die Kirchengemeinde Pogum und die Ludgerigemeinde in Holtgaste, die pfarramtlich mit Bingum verbunden ist. Die Gemeinden sind Teil des 2013 neu gegründeten Evangelisch-lutherischen Kirchenkreises Emden-Leer, in dem 26 Gemeinden mit knapp 60.000 Mitgliedern zusammengeschlossen sind. Pogum ist die kleinste Gemeinde in diesem Kirchenkreis. Katholiken gibt es kaum und daher auch keine katholische Gemeinde. Die nächstgelegenen befinden sich in Weener und Leer.

### Judentum

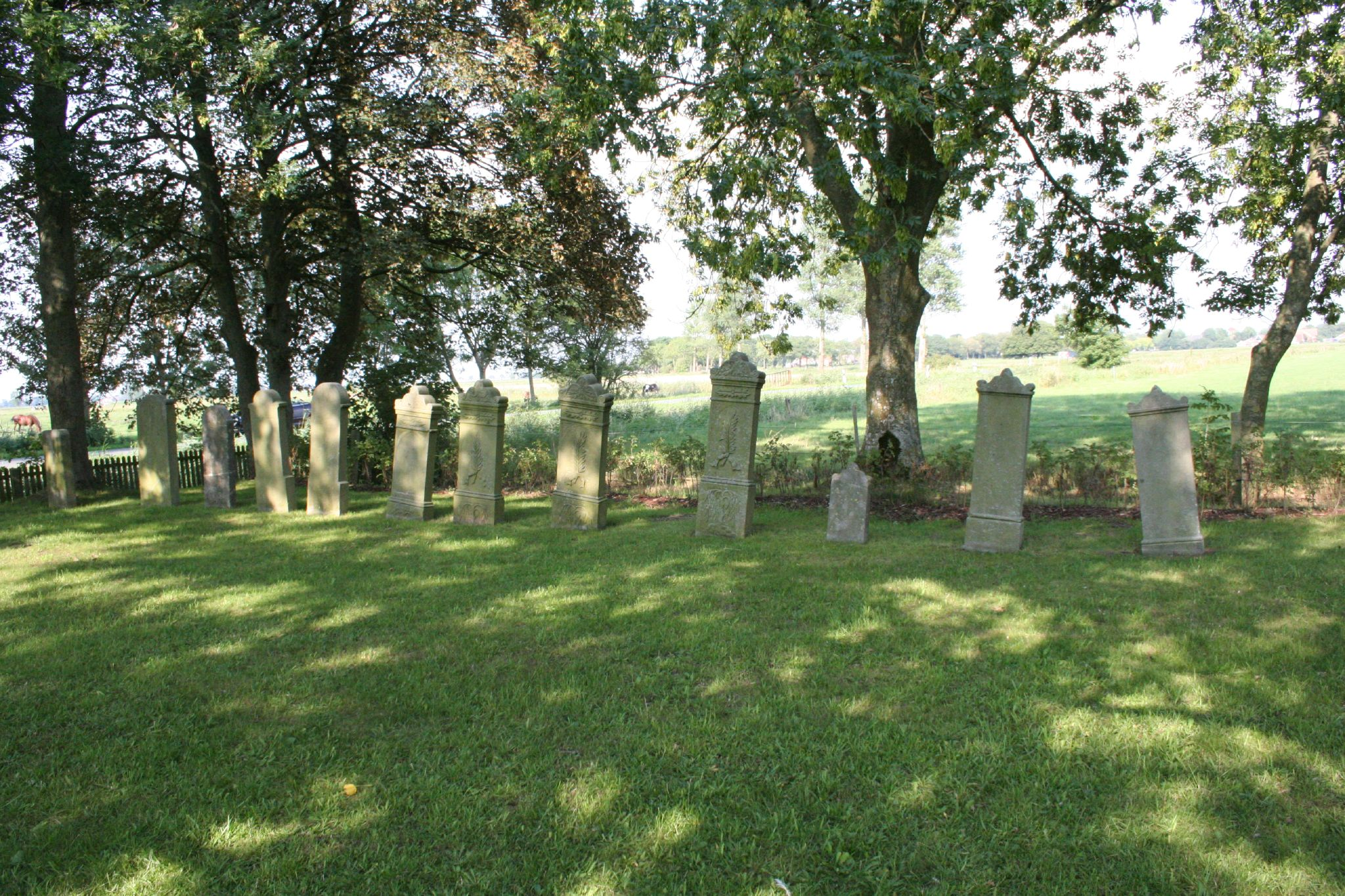
Jüdischer Friedhof

Seit dem 17. Jahrhundert bestand die Jüdische Gemeinde Jemgum. Sie war immer eine der kleinsten in Ostfriesland und löste sich bereits vor der Zeit des Nationalsozialismus auf. Spätestens seit 1917 wurde die Jemgumer Synagoge nicht mehr genutzt und die örtlichen Juden gingen an hohen Feiertagen zu den Gottesdiensten nach Leer oder Weener. Die Synagoge wurde in Berichten bis 1930 immer wieder als baufällig erwähnt. Danach endete die Überlieferung über ihren Zustand. Die im September 1939 in Jemgum lebenden sechs Mitglieder der jüdischen Familie Cohen mussten ihren Heimatort im Februar 1940 verlassen und wurden nach Leer gebracht und einen Monat später nach Berlin deportiert. Dort verlieren sich die Spuren von drei Familienangehörigen. Drei weitere gelten als verschollen in Auschwitz Westlich von Jemgum (Richtung Jemgumgaste/Bunderhee) blieb der Friedhof der Gemeinde erhalten. Nach 1945 leitete die Staatsanwaltschaft ein Ermittlungsverfahren gegen ehemalige Angehörige der SA ein, das ebenso wie ein weiteres Verfahren wegen der Zerstörungen auf dem Friedhof eingestellt wurde.

## Kultur und Sehenswürdigkeiten

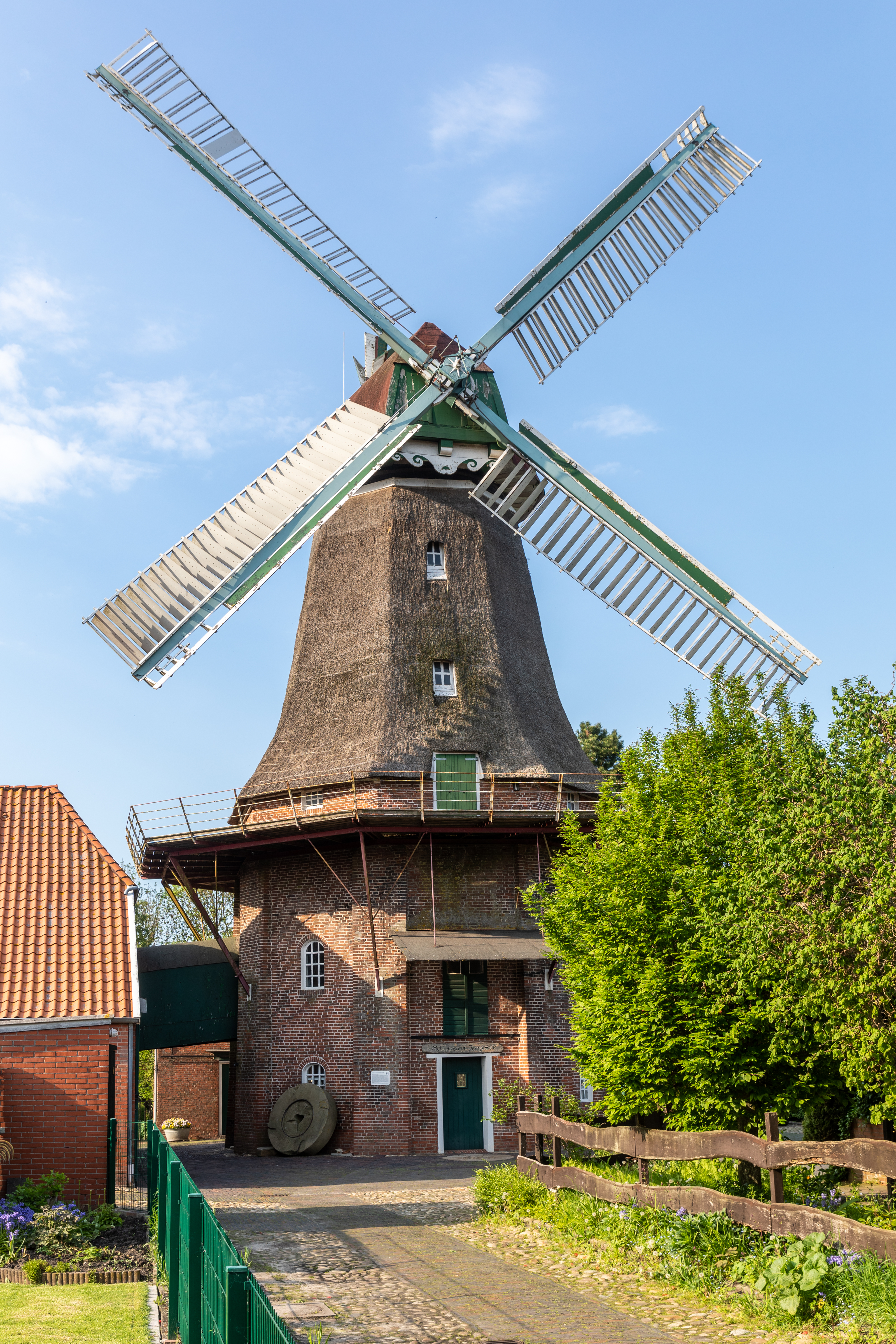
Peldemühle Jemgum

### Museen
Im Ortsteil Midlum befindet sich ein Ziegeleimuseum. Es soll an die besondere Bedeutung des Ziegeleiwesens (siehe dazu den Abschnitt Geschichte) in einer der an Ziegeleien reichsten Gegenden Deutschlands, dem Rheiderland, erinnern. Im 19. Jahrhundert gab es dort etwa 26 Ziegeleien, von denen die letzte erst im Jahrzehnt von 2000 bis 2010 ihre Tore schloss. Im Sommer 1998 gründete sich ein Trägerverein, der dort die Anlage eines Museums zum Ziel hatte. Er schloss mit der Eigentümerfamilie einen 30-jährigen Pachtvertrag und begann am 1. September des Jahres mit dem Aufbau der Sammlung. Eigenen Angaben zufolge ist es das einzige Museum in Europa, das die Verarbeitung von Klei zeigt. Auf dem benachbarten Gelände der Ziegelei Leding soll ein Natur-Erlebniszentrum entstehen. Derzeit (2013) ist die Zukunft des Museums und des geplanten Natur-Erlebniszentrums wegen der Eigentumsverhältnisse unklar.

### Kirchen und Orgeln

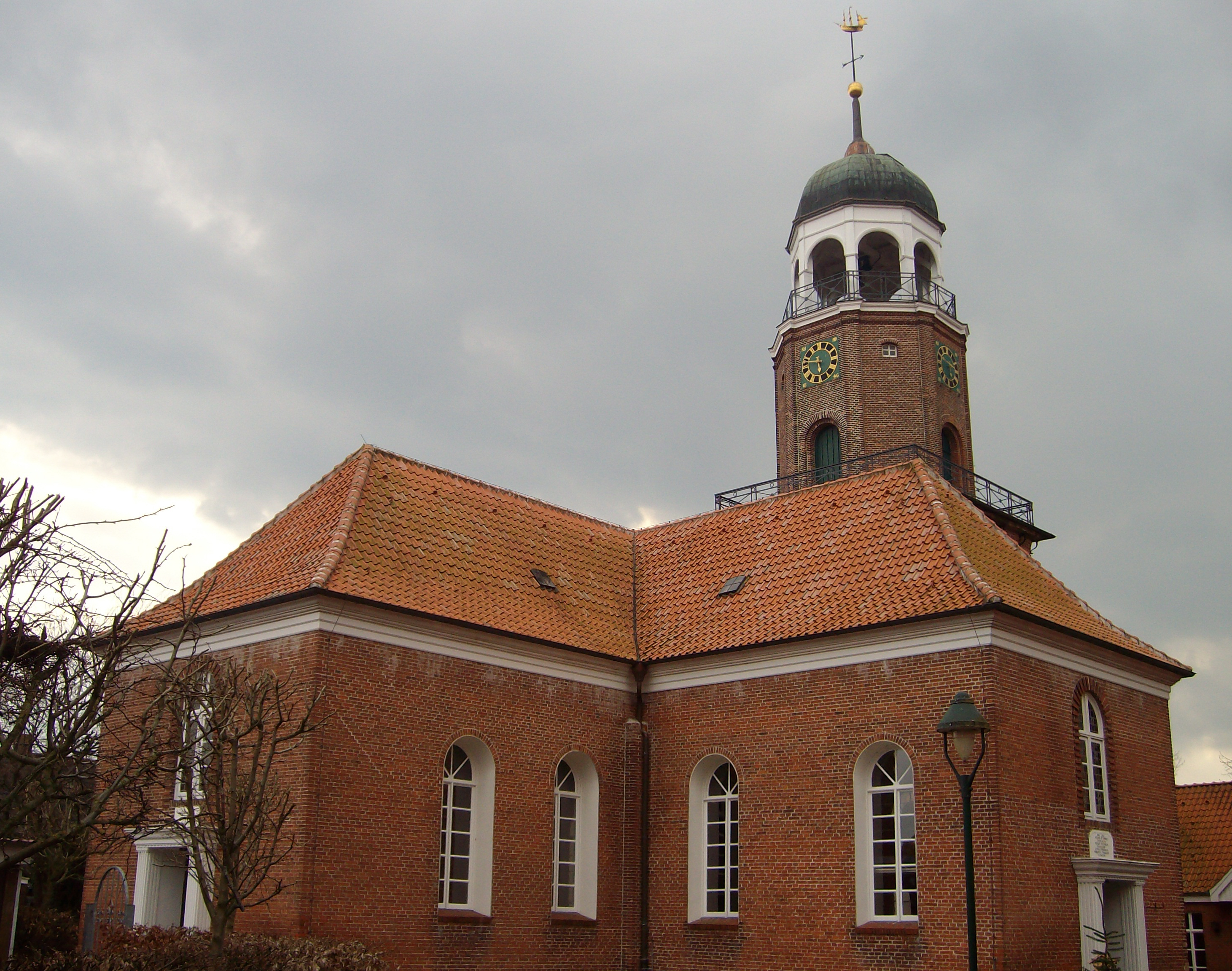
Jemgumer Kreuzkirche

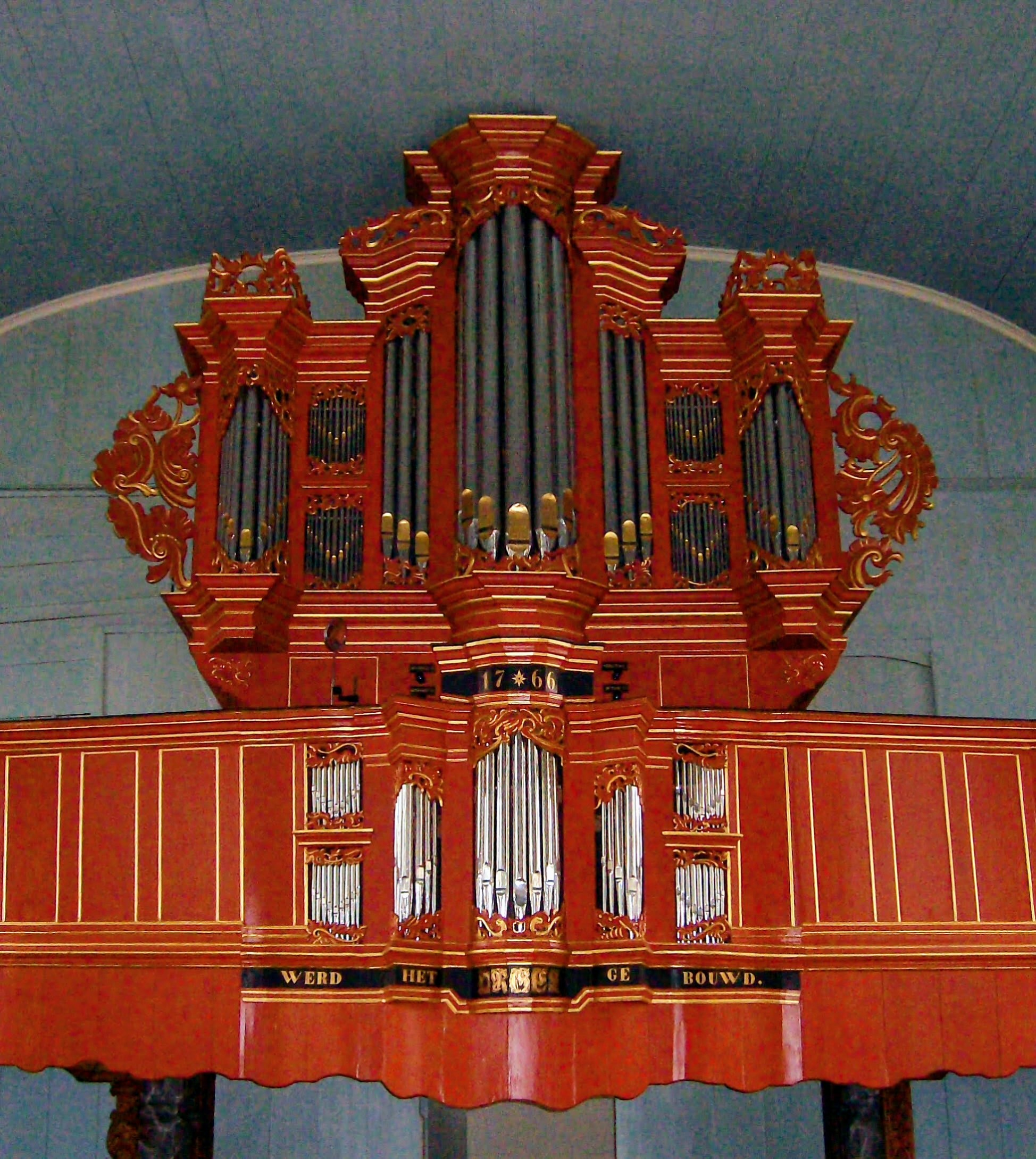
Müller-Orgel in Midlum (1766)

Die Backsteinkirchen in der Gemeinde Jemgum wurden auf Warften errichtet. Als älteste Kirche des Rheiderlands gilt die Liudgeri-Kirche in Holtgaste. Sie stammt aus der ersten Hälfte des 13. Jahrhunderts. Die ältere Glocke wurde zwischen 1280 und 1300 gegossen und gehört damit zu den ältesten in Ostfriesland. Tönnies Mahler schuf 1644 die reich verzierte Kanzel, Arnold Rohlfs 1864/65 die kleine Orgel mit sieben Registern, die unverändert erhalten ist. Auch die Hatzumer St.-Sebastians-Kirche stammt aus dem 13. Jahrhundert, verlor aber im 17. Jahrhundert ihre Seitenarme. Das romanische Taufbecken aus Baumberger Sandstein datiert aus der Erbauungszeit der Kirche. Ein Abendmahlsbecher wurde 1586 von der Hatzumer Häuptlingsfamilie Isempt von Hatzum gestiftet.
Die Critzumer Kirche wurde im 13. Jahrhundert errichtet und diente den lokalen Häuptlingen als Wehrkirche. Auf der Kanzel aus der zweiten Hälfte des 17. Jahrhunderts sind mythologische Fabelwesen mit Klauen dargestellt. Ebenfalls im 13. Jahrhundert wurde die Midlumer Kirche als einschiffiger Apsissaal gebaut, die noch über die kleinen romanischen Rundbogen-Fenster in der Apsis verfügt. Auch das Hagioskop in der Südwand ist erhalten. Im Jahr 1766 baute Hinrich Just Müller die Orgel, die vor größeren Veränderungen bewahrt blieb. Weithin bekannt wurde die Kirche durch ihren dreigeschossigen, 14 m hohen Glockenturm, der vermutlich der älteste in Ostfriesland ist. Er neigt sich mit 6,74° stärker als der Schiefe Turm von Pisa (4,56°) und als der Kirchturm von Suurhusen (5,19°), gilt aufgrund seiner großen Grundfläche aber nicht als Turm im engeren Sinne.
Die Ditzumer Kirche wurde wahrscheinlich im 13. Jahrhundert, spätestens aber 1350, als Einraumsaal mit Ostapsis gebaut, im Laufe der Jahrhunderte aber mehrmals umgestaltet. Aus dem 17. Jahrhundert stammen Kanzel, Abendmahlstisch und ein Kelch. Der Ditzumer Marten Bruns Schmidt baute 1846 den Glockenturm in Gestalt eines Leuchtturms, der auch als Seezeichen diente. Die Oldendorper Kirche aus dem 13. oder 14. Jahrhundert weist romano-gotische Übergangsformen auf. Der achteckige Taufstein wurde wahrscheinlich in der ersten Hälfte des 16. Jahrhunderts angefertigt, die Kanzel 1645 und ein Kelch 1675. Die Gebrüder Rohlfs schufen die kleine Orgel im Jahr 1870, die noch weitgehend erhalten ist.
Die reformierte Kirche in Jemgum ist wahrscheinlich die umgebaute Klosterkapelle des Johanniterordens aus dem 14. Jahrhundert. 1846 baute Marten Bruns Schmidt den heutigen Turm, der mit seiner leuchtturmartigen Gestalt und dem Segelschiff als Wetterfahne zum Wahrzeichen Jemgums wurde. Ein Jahr später wurde auch das Gotteshaus nach den Plänen Schmidts auf dem Grundriss eines griechischen Kreuzes im klassizistischen Stil neu errichtet. Der Innenraum wurde mit den Einrichtungsgegenständen, die den Brand von 2004 überstanden hatten, wieder im Stil des Expressionismus gestaltet. Die Orgel von Joseph William Walker mit 19 Registern datiert von 1844 ist ein englisches Instrument und bereichert die Orgellandschaft Ostfriesland.
In der Gemeinde Jemgum befinden sich drei Kirchen aus der Barockzeit: Die St.-Maria-Kirche in Marienchor von 1668 ist ein rechteckiger Saalbau mit rundbogigen Fenstern, Kanzel, Gestühl und Leuchter stammen aus dem Erbauungsjahr der Kirche. Die kleine Böhmerwolder Kirche aus dem Jahr 1703 wird durch einen polygonalen Chor abgeschlossen, ein Westturm wurde später angebaut. Die weitgehend erhaltene Orgel schuf Johann Gottfried Rohlfs 1828 unter Verwendung älterer Pfeifen. Die Pogumer Kirche ist ebenfalls eine barocke Saalkirche, die im Jahr 1776 anstelle des mittelalterlichen Vorgängerbaus errichtet wurde. Zwei trapezförmige Grabsteine aus rotem Sandstein stammen aus dem 12. Jahrhundert, die Kanzel wurde 1681 und die kleine Orgel von Johann Adam Berner in den Jahren 1758/59 geschaffen. Vom Klassizismus geprägt ist die Nendorper Kirche, eine rechteckige Saalkirche von 1820. Der westliche Glockenturm aus dem Jahr 1754 stand ursprünglich frei und gehörte zur Vorgängerkirche.

### Weitere Bauwerke

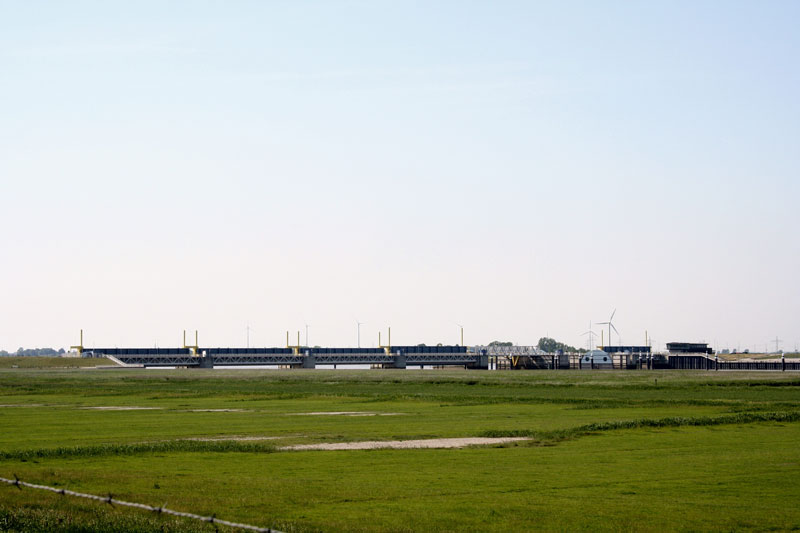
Emssperrwerk bei Nendorp

In Jemgum ist das Albahaus erhalten geblieben, das 1567 von dem Häuptlingsnachfahren Heuwe Syrt(ken) in der Art friesischer Steinhäuser errichtet wurde. Hier soll Herzog Alba 1568 angeblich Quartier bezogen haben, was jedoch der Legendenbildung zuzuschreiben ist. Das Bürgerhaus grenzt an den ehemaligen Burgplatz, die Westerwierde.
Im Hauptort Jemgum steht eine Galerieholländer-Windmühle von 1756. Sie verfügt über eine Windrose und Jalousieflügel und hat 1995 ein neues Reetdach erhalten. Gleichzeitig wurden die Flügel repariert. Die Mühle in Ditzum ist ein vormals zweistöckiger, jetzt dreistöckiger Galerieholländer von 1883 mit Windrose. In der letzten Phase des Zweiten Weltkriegs wurde sie durch Phosphorbomben zerstört und anschließend wiederaufgebaut.
Im Besitz des Landkreises Leer ist das sogenannte Steinhaus in Jemgumgaste. Es stammt aus dem Jahr 1797 mit einem angebauten Wirtschaftsteil von 1910 und diente bis zum Verkauf 2013 dem Verein Anno, der sich für den Erhalt älterer Häuser in der Region einsetzt, als Materialstützpunkt. Zeitweilig war es als Museum für die Ausgrabungen in Jemgumkloster und Bentumersiel im Gespräch, genauere Pläne gibt es seitens des Landkreises aber noch nicht.
Das Alte Siel in Ditzum ist noch funktionstüchtig. Zusammen mit dem Hafen, der „Hühnerbrücke“ und alten Häusern bildet es den Dorfkern. Ein beachtenswertes technisches Bauwerk neueren Datums ist das Emssperrwerk, das allerdings nur von der gegenüberliegenden Emsseite bei Gandersum für Besucher zugänglich ist. Auf Jemgumer Seite ist Nendorp der nächstgelegene Ort.

### Sprache

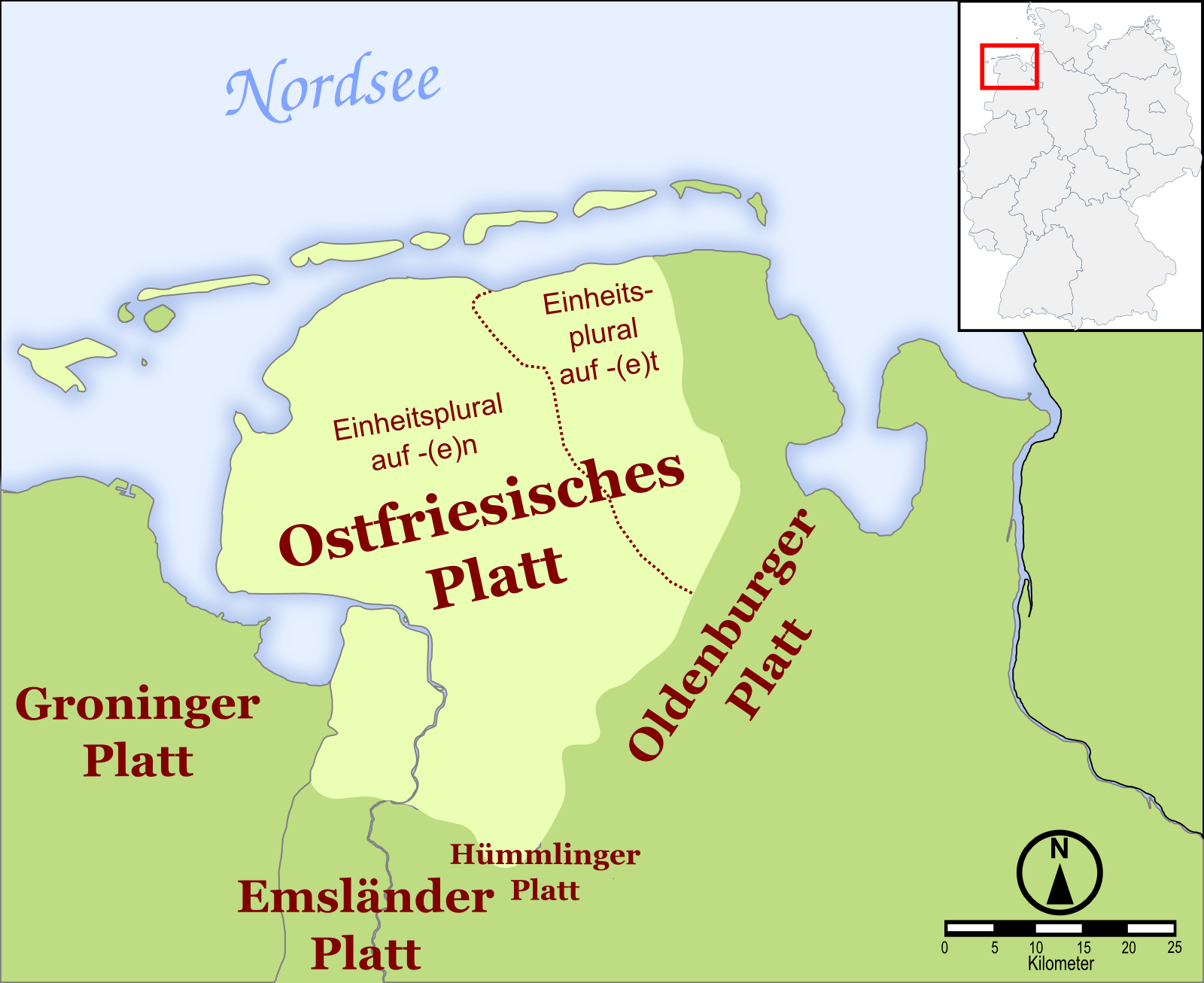
Verbreitungsgebiet des Ostfriesischen Platt

In der Gemeinde wird neben Hochdeutsch auch Ostfriesisches Platt gesprochen. Zumindest unter Erwachsenen ist Platt durchaus Alltagssprache. Die Gemeinde fördert – auch mit Unterstützung des Plattdütskbüros der Ostfriesischen Landschaft – den Gebrauch und damit den Erhalt des Plattdeutschen.
Der Kindergarten in Midlum gehörte 2006 zu den ersten vier Kindergärten, die vom Plattdüütskbüro der Ostfriesischen Landschaft als „Meersprakig Kinnergaarn/Mehrsprachiger Kindergarten“ ausgezeichnet wurden.

### Regelmäßige Veranstaltungen
In einer der Kirchen der Gemeinde Jemgum wird für gewöhnlich eines der Konzerte der Reihe Musikalischer Sommer in Ostfriesland gegeben. 2010 und 2011 fand das Konzert in der Ditzumer Kirche statt. In Ditzum veranstaltet der örtliche Segelsportverein im Hochsommer Regatten. Noch jüngeren Datums ist das Traditionsschifftreffen in Ditzum, das 2013 zum vierten Mal stattfand. Zum traditionellen Müggenmarkt in Jemgum wird ebenfalls eine Regatta veranstaltet. Jährlich im Juli findet ein Kreierrennen im Dollart nahe einer ehemaligen Gasbohrplattform statt. Damit wird an die Tradition des Reusenfischens erinnert, das Rennen hat sich aber, ähnlich wie das Pendant bei Pilsum in der Gemeinde Krummhörn, inzwischen zu einer reinen Spaß-Veranstaltung gewandelt. 2013 fand das Rennen zum 34. Mal statt. Mühlen, Kirchen und weitere historische Gebäude nehmen an Veranstaltungen wie dem Deutschen Mühlentag oder dem Tag des offenen Denkmals teil, an denen oft die Besuchszeiten verlängert und die Verpflegung ausgeweitet werden. Der Naturschutzbund Deutschland (NABU) bietet regelmäßig geführte Touren in Vogelrastgebieten an.

### Sport
Durch die Lage an Ems und Dollart gibt es Segel- bzw. Yachtclubs in Jemgum, Midlum und Ditzum, wo sich auch Häfen oder Marinas befinden. Außerdem gibt es in der Gemeinde mehrere Angelsportvereine. Universalsportvereine sind der SV Ems Jemgum von 1926 (etwa 640 Mitglieder, u. a. Fußball, Handball Tennis, Tischtennis), der über eine Sportanlage direkt am Emsdeich verfügt, und der MTV Ditzum.

## Wirtschaft und Infrastruktur
Landwirtschaft und Fischerei sowie Tourismus sind prägende Bestandteile der Wirtschaft in der Gemeinde. Nach Fertigstellung der Autobahn-Anschlussstelle Jemgum wurde in unmittelbarer Nähe der Abfahrt ein neun Hektar großes Gewerbegebiet angelegt, in dem sich mehrere Betriebe angesiedelt haben, darunter Stahl-, Maschinen- und Anlagenbauunternehmen sowie die zwei Elektronikhersteller. Durch diese Ansiedlungen verfügt die Gemeinde nach dem Niedergang der Ziegeleien wieder über einige Industriebetriebe. Ein Traditionsunternehmen in der Gemeinde ist Bültjer Bootswerft in Ditzum, die sich auf den Bau von Kuttern und Yachten spezialisiert hat und eine reine Holzbootwerft ist.
In der Gemeinde gab es (Stand: 30. Juni 2022) 1234 sozialversicherungspflichtig Beschäftigte, allerdings nur 744 sozialversicherungspflichtige Arbeitsplätze. Jemgum ist somit eine Auspendler-Gemeinde: 505 Einpendler standen 995 Auspendlern gegenüber.
Daten zur Arbeitslosigkeit in der Gemeinde selbst werden nicht erhoben. Im Geschäftsbereich Leer der Agentur für Arbeit, der den Landkreis Leer ohne Borkum umfasst, lag die Arbeitslosenquote im Juni 2022 mit 4367 Arbeitslosen bei 4,8 Prozent. Sie war damit etwas niedriger als die niedersächsische Arbeitslosenquote, die 5,1 Prozent betrug.

### Landwirtschaft und Fischerei

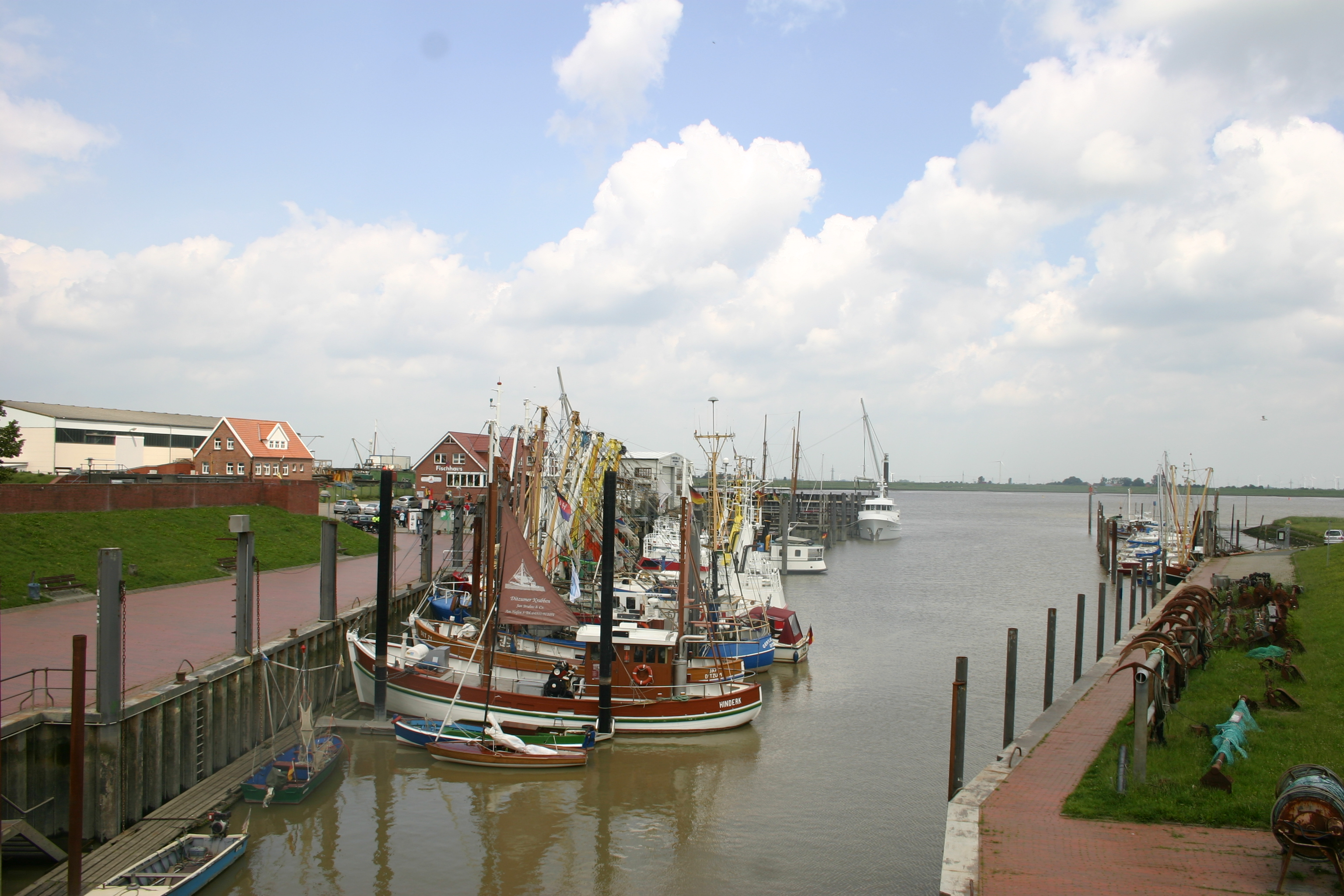
Fischereihafen Ditzum

Von den etwas mehr als 78 Quadratkilometern Gesamtfläche entfallen auf Landwirtschaftsflächen etwa 65 Quadratkilometer, somit 83 Prozent. Aufgrund der Bodenverhältnisse überwiegt in der Gemeinde Jemgum die Milchwirtschaft. Im Landwirtschaftsektor sind deutlich mehr als 200 Personen beschäftigt. Hinzu kommen Fischer (vor allem Krabben-, aber auch Muschelfischer) im Ortsteil Ditzum. Der Landkreis Leer war 2021 der siebtgrößte Milcherzeuger-Landkreis in Deutschland, wozu die Gemeinde aufgrund des hohen Flächenanteils der Landwirtschaft beiträgt, zumal es sich in der Gemeinde fast ausschließlich um Grünland handelt. Die übliche Betriebsgröße in der Milchviehhaltung liegt bei etwa 80 Milchkühen. Es gibt jedoch auch Betriebe mit einer (kleineren) dreistelligen Zahl von Milchkühen. Da ab einer gewissen Größenordnung die Arbeit von der Landwirtsfamilie allein nicht mehr zu bewältigen ist, wird die Anstellung von externem Personal nötig. Zum Vogelschutz bestehen für Landwirte Möglichkeiten zur Teilnahme an staatlich geförderten freiwilligen Schutzprogrammen.

### Tourismus
In der Gemeinde werden jährlich mehr als 60.000 Übernachtungen registriert. 90 Betriebe stellen dafür 706 Betten zur Verfügung. Ein touristischer Schwerpunkt ist der Siel- und Fischerort Ditzum, der als einziges Dorf der Gemeinde staatlich anerkannter Erholungsort ist. Im Rekordjahr 2009, in dem erstmals mehr als 70.000 Übernachtungen registriert wurden, entfielen auf Ditzum mehr als 46.000. Tourismus stellt damit für die Gemeinde einen wichtigen Wirtschaftsfaktor dar, auch wenn die Übernachtungszahlen im Vergleich zu den nördlicher gelegenen Küstengemeinden vergleichbarer Größe deutlich geringer sind: So verzeichnete etwa die Gemeinde Dornum (4.800 Einwohner) rund 500.000 Übernachtungen. Der mit den Übernachtungen erzielte Umsatz wird auf knapp 3,4 Millionen Euro geschätzt.
Mit den Mühlen in Jemgum und Ditzum liegt die Gemeinde an der touristischen Themenroute Niedersächsische Mühlenstraße. Neu eröffnet wurde im Jahr 2010 eine Rad-Themenroute, die die Schiffsüberführungen der Meyer Werft zum Thema hat (Kreuzfahrtweg-Route).

### Energie

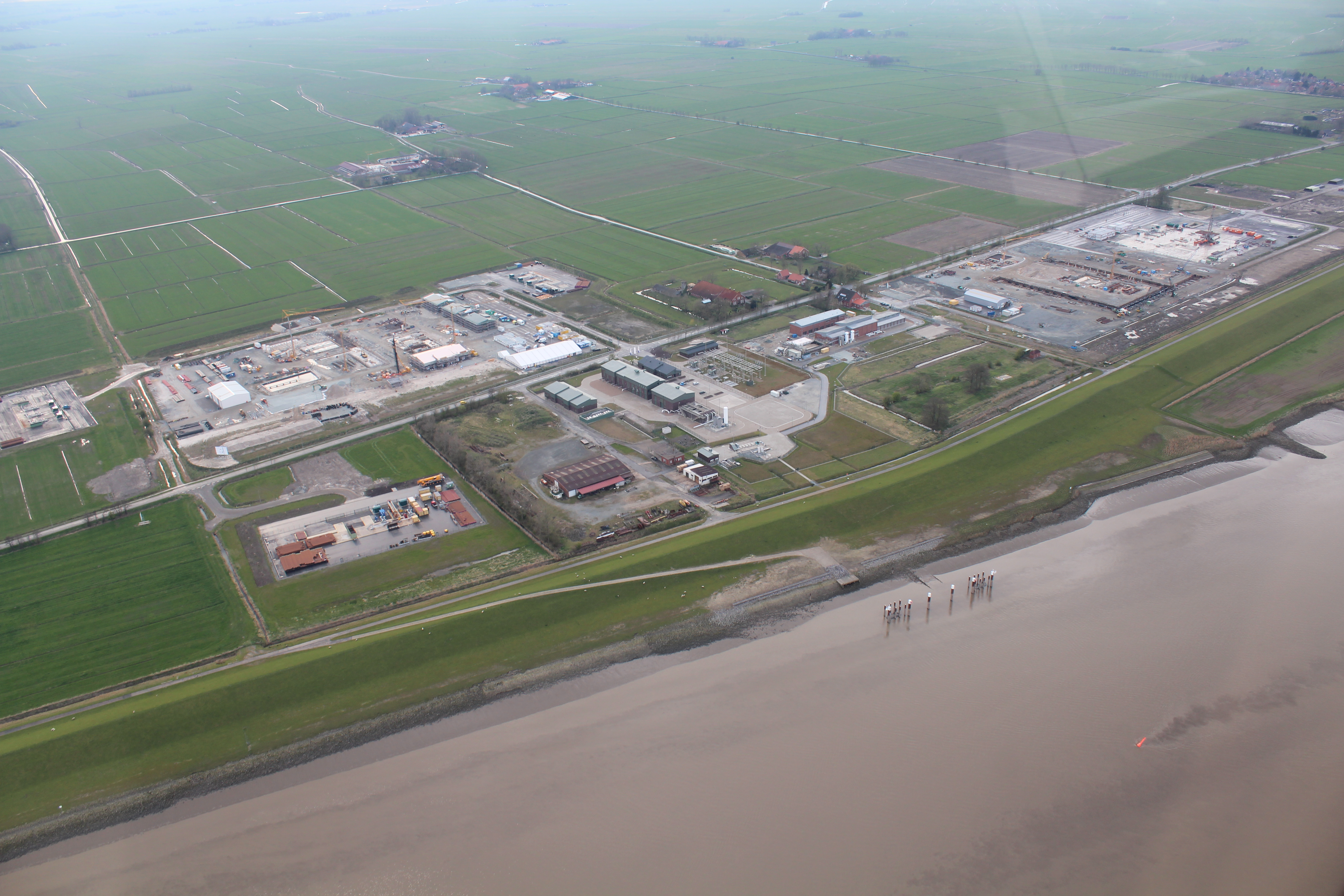
Gaskavernen bei Jemgum

Durch die Lage in Küstennähe und den stetigen Wind sowie die dünne Besiedlung eignet sich das Gemeindegebiet für die Erzeugung von Windenergie. In der Gemeinde befinden sich Windparks, deren Leistung durch Repowering gesteigert wird. Wie in anderen Gemeinden kommt es dabei zu Konflikten zwischen Betreibern und Naturschutzverbänden.
Ein anderer Energie-Bereich ist nach mehrere Jahre andauernden Bauarbeiten seit 2013 Teil des Wirtschaftslebens: In unterirdischen Salzstöcken lagern die Unternehmen EWE Gasspeicher und Wingas Erdgas ein, wie es im südlichen Ostfriesland (Friedeburg, Leer) bereits zuvor an mehreren Stellen erprobt wurde. Die ersten vier Kavernen wurden im Mai 2013 von EWE in Betrieb genommen, weitere vier sollen 2014 folgen. Die Wingas-Tochterfirma Astora folgte im September mit der Befüllung der ersten beiden Kavernen. Bis 2018 sollen acht weitere folgen, die Kapazität allein der Wingas-Kavernen beträgt dann ungefähr eine Milliarde Kubikmeter, was nach Unternehmensangaben ausreichen würde, 500.000 Haushalte ein Jahr lang mit Gas zu versorgen. Die Kavernen bilden zusammen einen der größten Erdgasspeicher Deutschlands. In ihnen wird Erdgas aus den Niederlanden, Norwegen und Russland zwischengelagert.

### Verkehr

Verkehrsachsen in Ostfriesland: Die Gemeinde Jemgum, am linken Ufer der Ems südlich von Emden gelegen, lag bis zum Bau der A 31 weitab vom nationalen Autobahnnetz

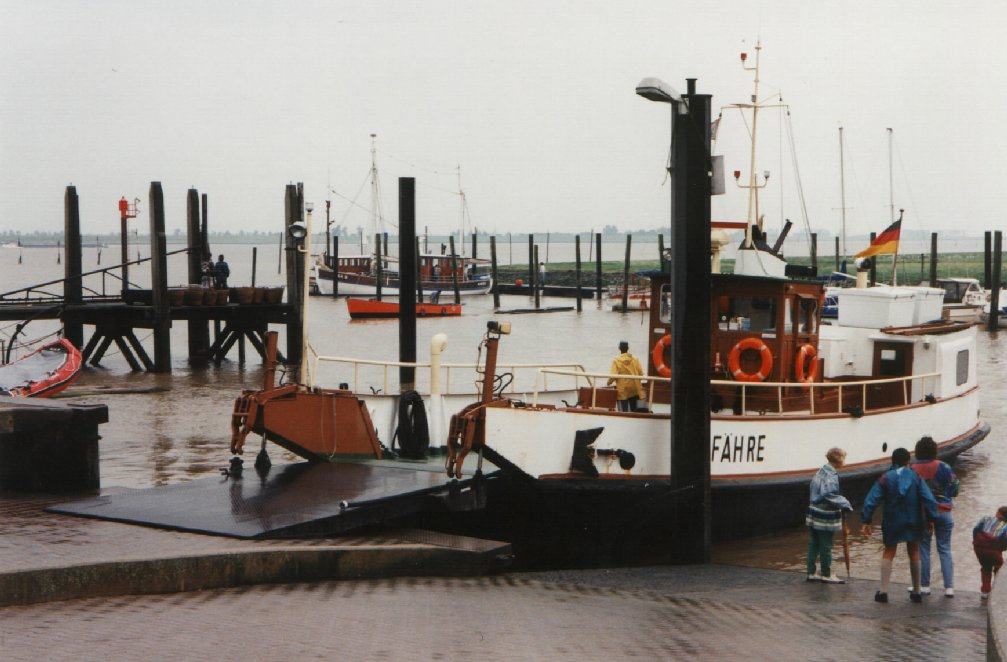
Emsfähre am Ditzumer Anleger

Erst mit dem Bau des Emstunnels der A 31 (Fertigstellung 1989) wurde die Gemeinde an das deutsche Autobahnnetz angeschlossen, damit wurde eine durchgehende Verbindung von Groningen durch das südliche Ostfriesland nach Oldenburg geschaffen. Damit wurde die verkehrsferne Lage der Gemeinde, die sich nach dem Aufkommen der Massenmotorisierung nach dem Zweiten Weltkrieg gezeigt hatte, abgemildert. Die Anschlussstelle Jemgum liegt genau auf der Grenze zwischen Jemgum und der Stadt Leer (Ortsteil Bingum).
Zwei Landesstraßen schließen die Gemeinde an das überregionale Fernstraßennetz an: Die L 15 beginnt nahe dem Ortsteil Ditzum und führt parallel zur Ems über Hatzum und Jemgum zur Anschlussstelle Jemgum an der A 31. Die L 16 beginnt an der gleichen Stelle (Abzweig von der L 15) und führt in südlicher Richtung über Bunderhee nach Bunde, wo die Straße an der Anschlussstelle Weener der A 31 nahtlos in die Bundesstraße 436 übergeht. Die Ortsteile, die nicht an einer Landesstraße liegen, werden über Kreisstraßen angebunden.
Das Radwegenetz der Gemeinde ist gut ausgebaut. Jemgum liegt an den Radfernwegen Internationale Dollard Route (in der niederländischen Schreibweise des Dollarts); der Dortmund-Ems-Kanal-Route, ein rund 350 Kilometer langer und nahezu steigungsfreier Radfernweg, der das Ruhrgebiet mit der Nordseeküste verbindet und dem EmsRadweg; dieser beginnt an der Ems-Quelle in der Ortschaft Schloß Holte-Stukenbrock am Rande des Teutoburger Waldes und folgt der Ems über eine Strecke von 375 Kilometern.
Von Ditzum aus führt die Fähre Ditzum–Petkum als letzte verbliebene Emsfähre auf ostfriesischem Boden in den Emder Stadtteil Petkum. War diese Verbindung noch in den 1970er-Jahren für Berufspendler beispielsweise zu den Emder Werften noch von einigem Belang, dient sie nun fast ausschließlich touristischen Zwecken. Sie wird vom Landkreis Leer betrieben und verkehrt zweimal am frühen Morgen sowie zwischen 9 und 17 Uhr stündlich, im Sommerhalbjahr zusätzlich noch einmal um 18:30 Uhr ab Ditzum. Im Sommerhalbjahr gibt es noch einen weiteren touristischen Fährverkehr von Ditzum nach Emden und weiter ins niederländische Delfzijl im Rahmen des Radfernwegs Dollardroute sowie weiteren Ausflugsverkehr emsaufwärts nach Leer und emsabwärts nach Borkum. Die Fähre Dollard wurde 2013 von 4039 Passagieren benutzt (2012: 3938; 2011: 3402). Da der Fährbetrieb auf Zuschüsse der Anliegerkommunen angewiesen ist, die Zahlungen jedoch zunächst nur bis 2014 vereinbart sind, bleibt die Zukunft des Fährbetriebs ab 2015 offen.
Einen Eisenbahnanschluss hat Jemgum nie besessen, der nächstgelegene Fernbahnhof mit Anschluss an das nationale Intercity-Netz befindet sich in Leer. Dort ist auch der nächstgelegene Flugplatz zu finden, der nächstgelegene internationale Verkehrsflughafen mit Linienflügen ist der in Eelde bei Groningen.

### Medien
Im Rheiderland erscheinen zwei miteinander konkurrierende Tageszeitungen, die Ostfriesen-Zeitung und die Rheiderland-Zeitung. Die Ostfriesen-Zeitung ist die einzige Tageszeitung, die in ganz Ostfriesland mit mehreren Lokalausgaben erscheint, während die Rheiderland-Zeitung auf das gleichnamige Gebiet (Weener, Bunde, Jemgum) beschränkt ist. Aus der Gemeinde berichtet zudem der Bürgerrundfunksender Radio Ostfriesland.

### Bildung
Die Gemeinde Jemgum unterhält zwei Grundschulen in den Ortsteilen Jemgum und Ditzum. Daneben gibt es im Hauptort Jemgum die Carl-Goerdeler-Schule, eine Haupt- und Realschule für Schüler aus der gesamten Gemeinde sowie dem benachbarten Leeraner Ortsteil Bingum. Für die frühkindliche Betreuung stehen in den Ortsteilen Midlum und Ditzum zwei Kindertagesstätten zur Verfügung. In der Gemeinde gibt es eine Außenstelle der Volkshochschule Leer. Ein Gymnasium gibt es in der 3700-Einwohner-Gemeinde nicht, die nächstgelegenen sind das Ubbo-Emmius-Gymnasium und das Teletta-Groß-Gymnasium in Leer. Dort sind auch berufsbildende Schulen zu finden. Die nächstgelegene Fachhochschule ist die Hochschule Emden/Leer, die nächstgelegene (deutsche) Universität die Carl von Ossietzky Universität Oldenburg.

### Öffentliche Einrichtungen
Neben der Gemeindeverwaltung und Eigenbetrieben wie dem Bauhof befinden sich nur wenige öffentliche Einrichtungen in der Gemeinde. Die Rheider Deichacht und die Sielacht Rheiderland haben ihren Sitz in der Gemeinde. Beide sind eine Körperschaft des öffentlichen Rechts und zuständig für die Deichunterhaltung bzw. die Entwässerung in den drei rheiderländischen Kommunen sowie im linksemsischen Leeraner Stadtteil Bingum. Die Rheider Deichacht ist sowohl für den Seedeich am Dollart als auch den westlichen Flussdeich an der Ems mit insgesamt 49,9 Kilometern Länge zuständig. Damit hat sie von den sieben ostfriesischen Deichachten die längste Deichstrecke zu unterhalten. Die Rettungsstation für das Rheiderland befindet sich aus geografischen Gründen in Bunde, weil sowohl die Ortschaften der Gemeinde Jemgum als auch das Weeneraner Stadtgebiet von dort aus am schnellsten zu erreichen sind. Das Feuerwehrwesen ist ehrenamtlich strukturiert mit Freiwilligen Feuerwehren in den Ortsteilen Jemgum, Holtgaste, Critzum und Ditzum.

## Persönlichkeiten
Bekanntester Sohn der Gemeinde ist Hermann Tempel, sozialdemokratischer Politiker und von 1925 bis 1933 Abgeordneter im Reichstag. Georg Schnedermann war nach dem Studium der Pharmazie und im Anschluss der Chemie an der Universität Gießen bei Justus von Liebig der Direktor der Königlichen Gewerbeschule Chemnitz, der Vorgängereinrichtung der Technischen Universität Chemnitz. Luise Ahlborn war eine deutsche Schriftstellerin, die auch unter dem Pseudonym Luise Haidheim veröffentlichte.
Der baptistische Pastor Mekke Willms Swyter hatte von 1871 bis 1875 seinen Wohnsitz im Ort Jemgum, als er die freikirchliche Gemeinde Weener betreute. Ebenfalls über mehrere Jahre in Jemgum lebte die plattdeutsche Schriftstellerin Wilhelmine Siefkes. Sie arbeitete von 1910 bis 1917 als Lehrerin vor Ort. Der ostfriesische Liedermacher Jan Cornelius lebte in Jemgum, wo er hauptberuflich als Lehrer arbeitete. Er trat ab 1977 mit seinem Bruder Jürn Cornelius als plattdeutsches Folk-Duo unter dem Namen Jan & Jürn auf und nahm vier LP auf. Ab 1984 veröffentlichte Jan Cornelius Werke als Solist. Still Jürn, der wie sein Bruder in Jemgum aufwuchs, ist als Musiker, Schauspieler und Produzent aktiv.